# Société littéraire typographique de Kehl
La Société littéraire typographique de Kehl est une maison d'édition fondée par Pierre-Augustin Caron de Beaumarchais et Nicolas de Condorcet dans le seul but de publier une édition des Œuvres complètes de Voltaire. Elle s'installe dans la forteresse de Kehl, propriété du Margraviat de Bade, pour échapper à la censure de Louis XVI. Active de 1780 à 1790, elle est à son apogée la plus grande imprimerie d'Europe avec 40 presses et emploie près de 200 personnes.
Malgré un tollé dans le clergé, une interdiction royale, les malversations du directeur de l'imprimerie, la fuite du caissier, des tentatives de contrefaçon, des pressions politiques russes et prussiennes, la trahison du dernier secrétaire de Voltaire et d'importants problèmes techniques, la publication, même avec des années de retard, est menée à son terme.

## Objectifs
L'objectif de la Société littéraire typographique est de concevoir et publier une nouvelle édition des œuvres de Voltaire, en rassemblant tous les textes inédits, publiés anonymement ou sous pseudonyme, ainsi que sa correspondance et ses textes autobiographiques.
Le projet est ouvertement militant : il s'agit, contre les adversaires de la raison et du progrès de l'esprit humain, de diffuser la pensée de Voltaire, de défendre et perpétuer sa mémoire, d'« élever un monument à la gloire de ce beau génie. »

## Organisation
Beaumarchais est le directeur de la Société littéraire et typographique, et agit sur le plan commercial, financier et politique. Condorcet est le directeur scientifique de l'édition. Ils sont assistés de Nicolas Ruault, à Paris, chargé de la diffusion, et de Jacques-Joseph Marie Decroix, à Lille. Jean-François Le Tellier dirige l'imprimerie de Kehl, dans la première phase, de 1779 à 1784. Il est remplacé, à partir de 1785, par Jacques-Gilbert de La Hogue. Panckoucke, le libraire qui a acquis puis vendu les manuscrits et les droits d'édition à Beaumarchais, reste son associé jusqu'à 1785, comme conseiller technique et commercial.
L'établissement de Kehl est l'un des premiers mettant en œuvre toutes les étapes de la fabrication du livre, depuis les opérations de papeterie jusqu'à l'impression, l'assemblage et la reliure.
Sur le plan juridique la Société n'est qu'une entité fantôme, sans existence légale ni contrat, ni contour : la marque sert aux formalités et préserve l'anonymat.

### Direction commerciale, financière et politique

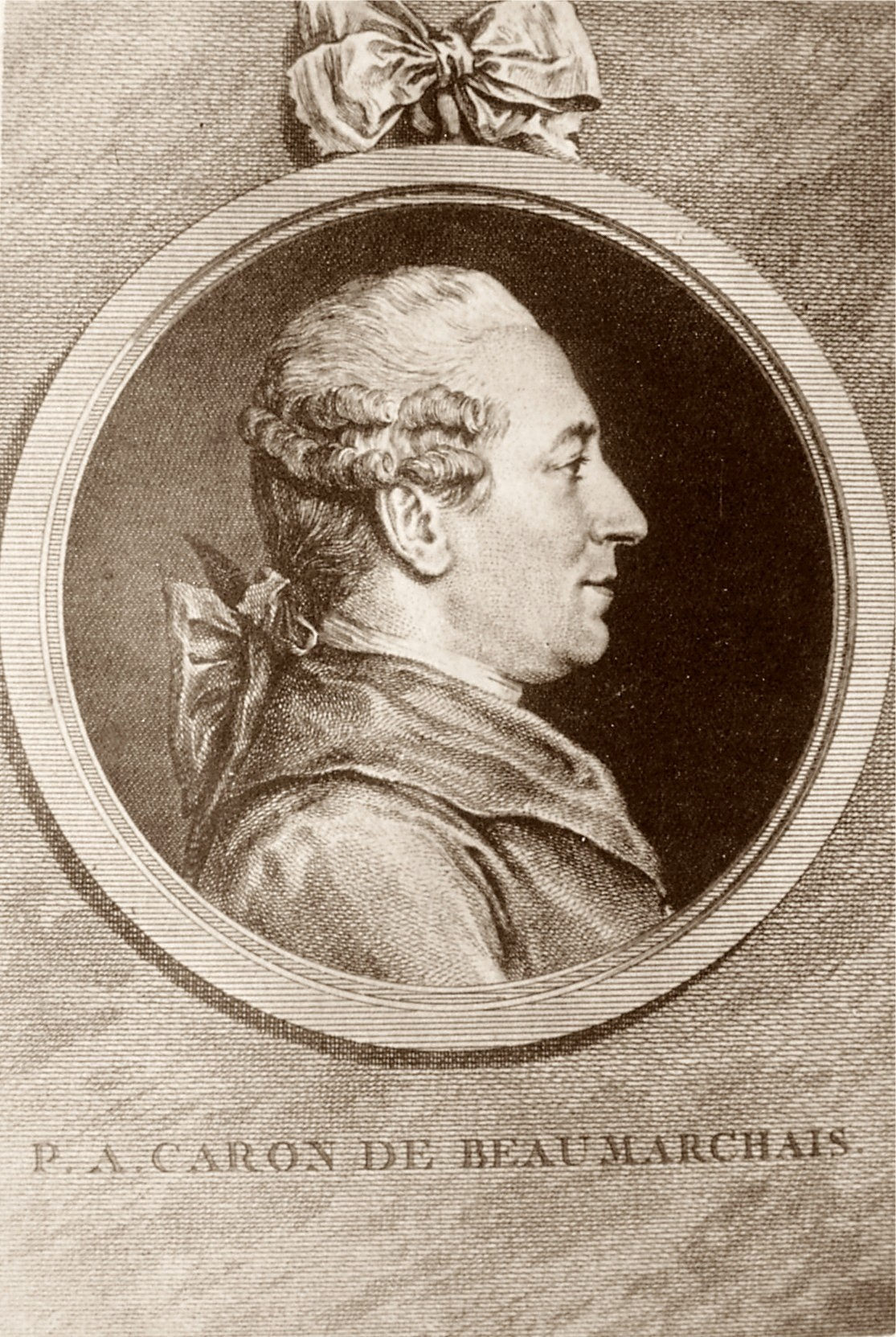
Beaumarchais

Beaumarchais, qui se présente comme le « Correspondant général » de la société, en est l'âme. Loin d'être un simple bailleur de fonds, il en est l'animateur, le garant des principes qui guident le projet. Il dirige la publicité et les relations publiques, s'occupe de transport maritime, de choix de papier, de typographie, de sélection du personnel et d'arbitrage des conflits. Déraisonnable aux yeux des professionnels de l'édition, l'entreprise n'aboutit, malgré eux et contre eux, que grâce à la ténacité de Beaumarchais.
Seul un néophyte pouvait se lancer dans une aventure devant laquelle un professionnel comme Panckoucke avait renoncé. Sa force, paradoxalement, est de ne pas être du métier. Il peut ainsi mobiliser d'importantes ressources financières et faire face aux « chagrins », aux « dégoûts » de cette « funeste imprimerie » qui lui « empoisonne l'existence de toutes les manières possibles », qui « l'épuise jusqu'au blanc », car « la frayeur du médiocre empoisonne [s]a vie. »
« En éditant Voltaire comme jamais aucun auteur ne l'avait été, Beaumarchais a pris une place dans le mouvement des Lumières que sa propre œuvre à elle seule ne lui aurait pas assurée. Par son ampleur, par les difficultés de sa mise en œuvre, par les résistances idéologiques auxquelles elle se heurte, elle n'a d'équivalent dans son siècle que l'Encyclopédie. »

### Direction scientifique et éditoriale
Après sa rencontre avec Voltaire à l'automne 1770, Condorcet est devenu son disciple et collaborateur. Il prend publiquement sa défense face à une opinion publique manipulée par l'opposition antiphilosophique. Il fait la connaissance de Panckoucke par l'intermédiaire de sa sœur, Amélie Suard.

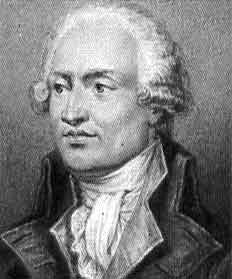
Condorcet

Condorcet devient l'éditeur scientifique sur la recommandation de D'Alembert. Un contrat avec Panckoucke est signé le 29 novembre 1778. Sa part consiste à rédiger préfaces et notes, principalement dans les parties philosophiques, historiques et scientifiques, et à réaliser une biographie de Voltaire. Ses cinquante Avertissements et ses trois cents notes, souvent longues, sont d'esprit ouvertement militant. C'est lui qui s'occupe de l'organisation des volumes, de la sélection de la correspondance, en fonction de critères de prudence, de convenance et de respect des personnes privées. Il se charge — ce qui est à l'origine des critiques majeures adressées à l'édition — de la mise en ordre des œuvres dites alphabétiques, en fusionnant plusieurs textes, principalement le Dictionnaire philosophique et les Questions sur l'Encyclopédie.
Il est installé à L'Hôtel de la Monnaie, dans un cabinet au désordre indescriptible : « Il est difficile de voir ailleurs que chez lui un cabinet plus encombré de papiers que le sien. Il y en a partout, sur les tables, les chaises, les fauteuils, les bergères. Ce désordre occasionne des erreurs, des longueurs, et l'oubli de ce qu'on possède. N'ayez cependant aucune inquiétude, il n'y a rien de perdu ni d'égaré. »
Condorcet travaille avec deux assistants, Decroix et Ruault.

#### Assistance éditoriale
Panckoucke, dès 1775, propose à son ami d'enfance Jacques-Joseph Marie Decroix, qui rassemble des lettres éparses de Voltaire, de le seconder dans son projet initial d'une nouvelle édition des œuvres. Decroix accepte, sous réserve de « rester absolument inconnu », et de travailler sous la direction d'« un homme de lettres plus capable de diriger en chef une entreprise littéraire de cette conséquence. »
Son statut est ambigu. Après la vente des manuscrits à Beaumarchais, Decroix reste l'employé de Panckoucke, qui ne le rémunère pas, sous prétexte qu'il dispose d'autres revenus, ceux de receveur du Chapitre des Flandres. En 1787, il reçoit la promesse de voir ses frais remboursés à cinq ans d'échéance, soit en 1792
Nicolas Ruault, natif d'Évreux monté à Paris, travaille comme commis chez le libraire Claude Fosse et comme colporteur clandestin à partir de 1764. En 1767, il demande en vain une place de libraire, entre en apprentissage en 1771 et est reçu maître l'année suivante. Dans les archives, il est question de litiges, de procès, de dettes. Il s'engage au service de Beaumarchais en 1779, après avoir fait faillite, et devient le collaborateur direct de Condorcet. Il est chargé de l'assister dans le travail d'établissement du texte, ainsi que du suivi des opérations matérielles et typographiques. Il tient également le « magasin » lors des premières livraisons en 1785.
Ruault travaille sans contrat formel de 1779 à 1785, date à laquelle ses tâches sont formalisées, et sa rétribution enfin fixée : 2 000 livres par an et 5 % sur les ventes.
Decroix opère depuis Lille, tandis que Ruault travaille à l'hôtel de Hollande, acquis par Beaumarchais, rue Vieille-du-Temple, où sont enfermés les manuscrits de Voltaire dans un coffre à double serrure. L'hôtel, où travaillent plusieurs commis, est ouvert au public, visiteurs et souscripteurs. Le travail se fait dans un petit bureau, à l'abri des regards indiscrets dans une atmosphère clandestine. En 1785, au moment de l'emprisonnement pendant quatre jours de Beaumarchais à la prison Saint-Lazare à la suite du scandale provoqué par Le Mariage de Figaro, les manuscrits des lettres de Voltaire sont déplacés chez « un ami de Mad. de V. » pour plusieurs mois, ce qui ralentit le travail.

### Conseil technique et commercial
Initiateur du projet, Charles-Joseph Panckoucke ne s'en dégage pas totalement lors de la vente en 1779 des manuscrits à Beaumarchais.
Le contrat de vente prévoit qu'une partie du montant de la transaction est payable immédiatement, le solde étant dû à l'entrée des volumes en France. C'est un moyen pour Beaumarchais de s'assurer la collaboration de Panckoucke pour la diffusion des volumes, étape délicate pour une publication ne bénéficiant que d'une permission tacite. Mais Panckoucke, effrayé par l'arrêt du Conseil du roi du 3 juin 1785 interdisant formellement l'édition, dénonce le contrat initial. Après de longues négociations, un accord est trouvé le 27 novembre 1786, formalisant le retrait de Panckoucke de l'affaire, et réduisant à 160 000 livres au lieu de 200 000 le solde du prix de vente des manuscrits.

### Direction de l'imprimerie

#### Premier directeur
Beaumarchais confie la direction de l'imprimerie de Kehl à l'un de ses amis, Jean-François Le Tellier, « esprit fantasque et brouillon qui n'avait rien d'un gestionnaire. » Originaire de Lorraine, architecte de formation, Le Tellier était en procès avec Necker, dont il avait construit l'hôtel particulier. Reconverti dans l'imprimerie, il s'installe en 1775 dans la petite ville allemande des Deux-Ponts, où il obtient un privilège pour l'impression d'une Gazette, entreprise dans laquelle Beaumarchais perd 50 000 livres, montant de sa part au capital.
La patience, voire le laxisme, de Beaumarchais envers Le Tellier ne laisse pas d'étonner. Il lui reproche l'acquisition de mauvais papier : « Tout votre papier est mou, mal fabriqué et surtout trop pourri. ». Il l'arrête dans ses projets grandioses : « Laissez là votre société honoraire, vos protecteurs, correspondants littéraires, vous êtes un imprimeur, ne soyez que cela. » ; « Voilà déjà plus de vingt aspects différents sous lesquels vous avez voulu offrir l'édition au public. Et aucun qui ne contrarie le précédent : ce qui prouve que vos idées ne sont jamais fixées que d'aperçus généraux qui ne font rien quant à l'exécution. » De nombreux conflits éclatent avec les ouvriers qui le surnomment « le tyran de Kehl », mais il ne change pas d'attitude.
Beaumarchais s'étonne aussi de l'absence de compte-rendu des dépenses : « Par quelle raison ne recevons nous pas de vous tous les mois un état des dépenses avec les pièces justificatives ? Permettez-moi de vous représenter qu'il est impossible que nous marchions sous cette forme, et que nous ne sachions autre chose de nos affaires que les fonds qui sortent de la caisse. »
Quand Beaumarchais reçoit directement des plaintes de l'atelier, il réclame des éclaircissements, lui donne des conseils pour modifier son comportement, mais n'agit pas vraiment. Il annonce un voyage à Kehl, qui n'aura lieu qu'à l'automne 1784, après la première représentation du Mariage de Figaro, trop occupé qu'il est « de finances, de comédies, d'opéra, de commerce de terre et de mer. »
Entre temps, Ruault a essayé de convaincre Beaumarchais que ce sont l'incompétence et la légèreté de Le Tellier qui sont la cause des retards, de la mauvaise qualité du travail, de la contrefaçon, des conflits avec le personnel et du gouffre financier qui s'est creusé. Il le soupçonne aussi de freiner volontairement les opérations, de vouloir conserver le contrôle de la diffusion des volumes imprimés à des fins malhonnêtes. Mais, commente-t-il, « il est des gens qui ne peuvent être convaincus des sottises d'autrui que lorsqu'elles sont dans leur parfaite maturité, que quand elles sont exposées à la vue de tout le monde. »
La crainte d'une faillite — son caissier, joueur invétéré, vient de disparaître en laissant un trou de 400 000 livres — décide Beaumarchais à mettre fin à la gestion de Le Tellier. Sa visite à Kehl, fin 1784, aboutit à son renvoi immédiat. L'on découvre une perte de 200 000 écus sur le travail exécutif, et l'on constate que Le Tellier avait détourné une partie de la production, en stockant des volumes finis aux Deux-Ponts, à Arches et à Plombières, pour les vendre à son profit.
En réponse à son renvoi, Le Tellier revendique l'entière propriété de l'établissement, en prétendant que Beaumarchais n'était que son bailleur de fonds, et en appelle à la justice du Margrave. Le 2 août 1785, il tente de reprendre le contrôle des lieux par la violence. Le procès entre Beaumarchais et Le Tellier dure de 1785 à 1788. Débouté, Le Tellier en intente un autre à Paris.
Après son renvoi, Le Tellier tente d'organiser aux Deux-Ponts une opération de piratage.

#### Second directeur
Beaumarchais nomme immédiatement Jacques-Gilbert de La Hogue, parent de Charles Gomel, procureur au Châtelet. C'est un capitaine de dragons, ancien commissaire du roi à Saint-Domingue, qui ne connaît rien à l'imprimerie. Beaumarchais demande au margrave de Bade que soit réalisé un inventaire des biens de l'établissement sous contrôle juridique officiel, ainsi que le transfert des contrats de location et du privilège d'imprimerie au nom de La Hogue, ce qui est fait le 27 septembre 1785. Craignant — à juste titre — une intervention de Le Tellier, La Hogue sollicite une protection militaire.
Dès son arrivée, il doit réorganiser le travail afin de poursuivre l'impression des Œuvres complètes, dont trente volumes doivent être livrées aux souscripteurs et rétablir l'ordre dans les ateliers, où un frère de Le Tellier et le prote Colas animent un reste de sédition.
Ce n'est qu'à partir de l'arrivée de La Hogue que l'édition de Kehl a des chances d'aboutir.

### Prote
Le poste de prote, chargé des services de composition et d'imprimerie, est stratégique. Dès le début de l'entreprise, la question est problématique, et Beaumarchais ne réussit pas à en trouver à Paris.
L'écrivain Rétif de la Bretonne, dont le premier métier était celui d'imprimeur, a failli occuper le poste. Dans son autobiographie, Monsieur Nicolas, il évoque cet épisode : « J'avais abordé Beaumarchais dès 1778, à l'occasion de son imprimerie de Kehl, dont il me proposa d'être le prote ; mais il y avait plus de dix ans que j'avais quitté ce genre d'occupation. J'étais cependant tenté d'accepter, par un effet de mon admiration pour Voltaire, dont on allait y imprimer les immortels ouvrages. » Mais peut-être Beaumarchais ne souhaite-t-il pas employer l'orthographe réformée et le code typographique préconisés par Rétif.
Finalement est engagé un certain Colas, ancien d'imprimeries à Lyon et Genève, qui recrute lui-même une partie de son équipe. Le choix se révèle désastreux, car Colas vole les épreuves à peine sorties de presse et les fait parvenir à des contrefacteurs suisses. Ses malversations ne sont découvertes qu'en 1785.

## Localisation

Plan de Strasbourg, sa Citadelle et le Fort de Kehl (1735)

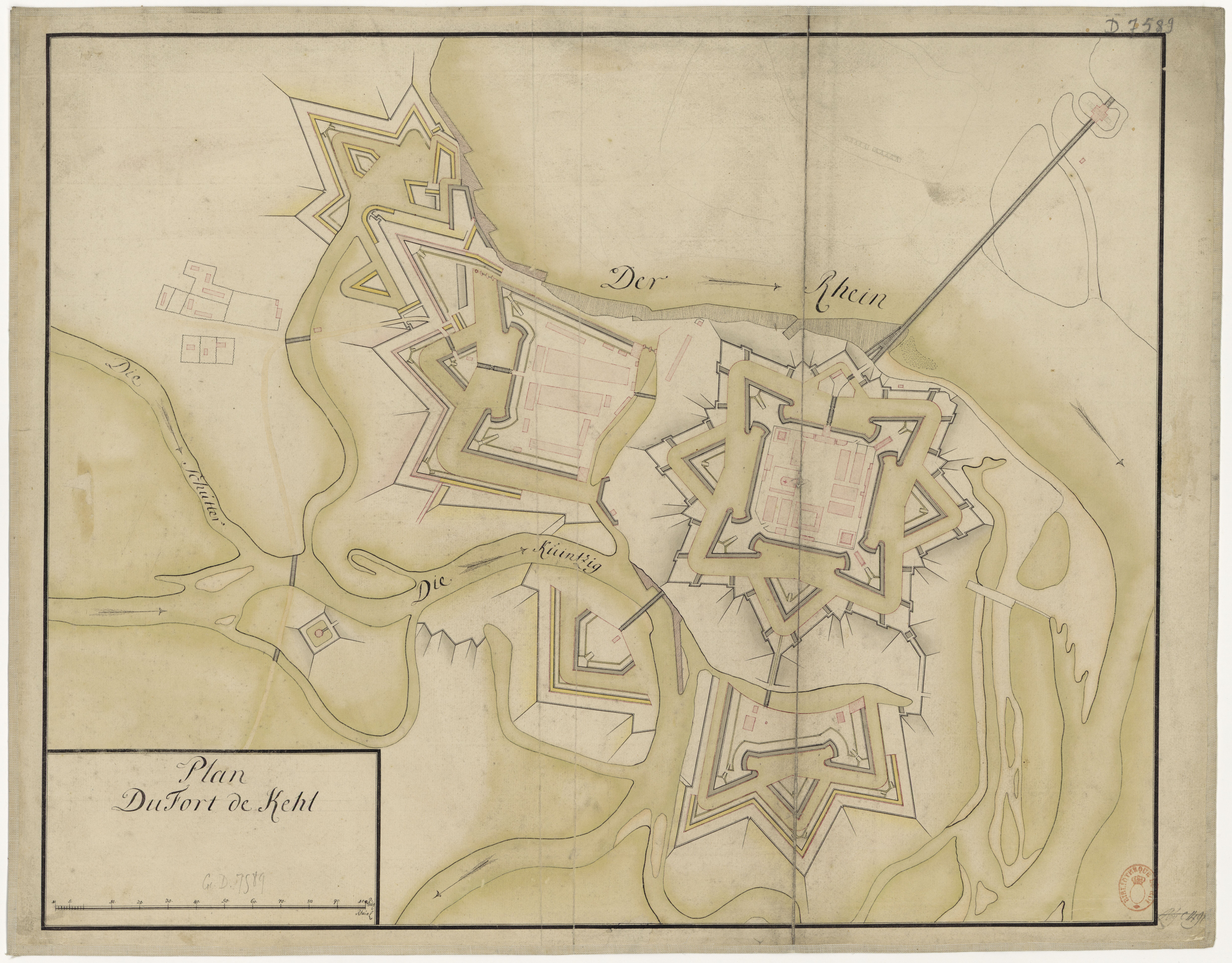
Plan du Fort de Kehl en 1760

L'imprimerie ne peut s'établir en France, la censure de Louis XVI étant opposée à une telle édition des œuvres de Voltaire. « Les criailleries du clergé et de ses suppôts, celles des sots et de mes ennemis seraient telles, si cette édition se faisait en France, que ni vous ni le roi ne pourriez les faire cesser qu'en me ruinant. Quand j'aurai exposé mes capitaux, le clergé se pourvoira au parlement, l'édition sera arrêtée, l'éditeur et les imprimeurs flétris. » Il est donc nécessaire de monter simultanément « une grande papeterie, une grande fonderie et une grande imprimerie dans le même lieu. »
Anglophile et bien introduit à Londres, Beaumarchais envisage d'abord d'implanter la Société en Angleterre. Il contacte à cet effet Lord Shelburne, mais la négociation n'aboutit pas, du fait de son soutien aux insurgés américains et de la guerre franco-anglaise qui s'ensuit.
Il se tourne alors vers l'Allemagne et charge, au printemps 1779, Le Tellier, qui est toujours directeur de l'Imprimerie Ducale des Deux-Ponts et connaît bien les États allemands, d'y effectuer un voyage d'exploration. Il s'agit de déterminer la position géographique la plus stratégique en termes de liberté et de sûreté, d'avantages économiques, de réseaux de transport, d'éloignement de la capitale du royaume de France, des possibilités et du coût des fournitures. Sont retenues initialement Deux-Ponts, Sarrebrück, Trarbach, Neuwied, Francfort et Kehl.
Au début de 1780, seules deux localisations restent en discussion : l'ancien fort Vauban de Kehl, et la petite ville de Neuwied, célèbre pour sa tolérance et où s'imprime la Correspondance littéraire secrète de Metra, mais qui est plus éloignée de Paris et de la frontière, ce qui compliquerait les opérations.
Les négociations avec le Margrave de Bade, Charles-Frédéric de Bade-Durlach, sont longues, difficiles, et s'étalent sur plus de dix-huit mois, d'avril 1779 à décembre 1780. Elles portent sur le statut des habitants du fort, en partie occupé, sur leurs « franchise et liberté personnelle et de religion », sur les droits de douane à l'entrée et à la sortie du margraviat, sur les tribunaux compétents en cas de litige — qui ne doivent pas être français. Elles portent aussi sur le contenu des textes qui seront imprimés. Le margrave, qui doit tenir compte de ses voisins français et autrichiens, assouplit peu à peu sa position, très restrictive au départ. Après avoir demandé une censure préalable sur manuscrit, puis sur épreuve, pour éviter « blasphème » et « offense politique », il demande simplement l'engagement que trois textes — La Pucelle d'Orléans, le Cantique des cantiques et Candide — ne soient pas imprimés à Kehl. Par ailleurs, l'ensemble de l'édition ne devra pas indiquer de lieu d'édition.
Le contrat de location de la forteresse est établi le 4 décembre 1780, pour un loyer annuel de 400 florins et le Privilège officiel accordé le 18 du même mois.
La mortalité sera élevée, le fort étant situé dans « un lieu bas, infecté des eaux croupissantes du Rhin quand il déborde : les vrais Marais pontins de l'Alsace. »
Cette expatriation n'est pas sans incidence sur la qualité de l'édition, la correction des épreuves par les éditeurs restés en France et la pureté d'une langue rudoyée par des protes qui ne maîtrisent pas toujours le français. Charles Palissot relève « des fautes d'impression sans nombre, qui n'attestent que trop qu'un monument aussi précieux ne devait pas être abandonné à des presses étrangères. »

## Environnement

### Le margrave de Bade

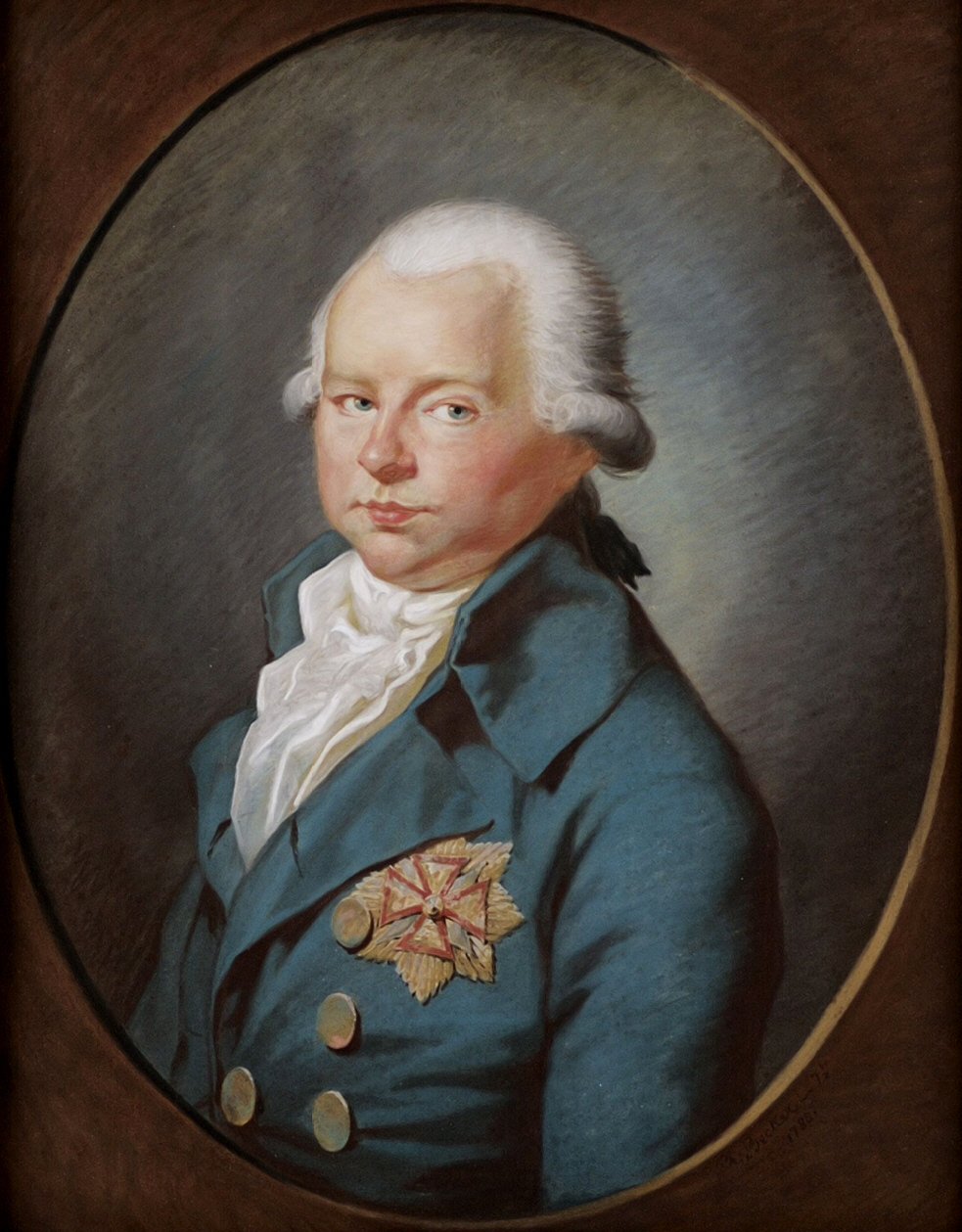
Karl Friedrich von Baden en 1788

Le margrave de Bade, Charles-Frédéric de Bade-Durlach, est un prince éclairé, francophile, admirateur de Voltaire, lequel était en relation épistolaire avec son épouse, la margravine Caroline-Louise.
Il entretient une correspondance assidue avec les éditeurs, depuis sa capitale de Karlsruhe. S'il a exigé, lors des négociations préliminaires à l'implantation de la Société littéraire typographique que l'adresse de l'imprimerie ne figure pas sur les volumes de Voltaire, s'il a dans un premier temps tenté de censurer leur contenu, il a toujours soutenu l'entreprise, en fournissant un espace de liberté, comme soutien logistique et administratif et comme appui politique, malgré les pressions de ses puissants voisins. Il y a également trouvé une source d'activité économique et de prestige culturel.
Il ferme les yeux sur le non-respect de la clause du contrat prévoyant que ne seraient pas imprimés sur ses terres La Pucelle d'Orléans, le Cantique des cantiques et Candide, résiste aux pressions de son cousin Louis-René de Rohan, évêque de Strasbourg, et passe outre à l'avis de ses censeurs, qui recommandent d'importantes coupes dans la correspondance de Voltaire avec Frédéric II de Prusse.

### Adversaires

#### Adversaires résolus
Dès l'annonce du projet, s'y opposent « les ennemis de la raison, les prêtres, les antiphilosophes, en un mot toute la bande noire du fanatisme, les bigots et les sots. »
L'opposition provient du parti anti-philosophique. Jean-Jacques Duval d'Eprémesnil, dans une Dénonciation au Parlement attaque « cette collection d'impiétés, d'infamies, d'ordures, qu'on invite l'Europe entière à se procurer. » Quant à Fréron, il fait remarquer l'autre impiété qu'il y a à vouloir imprimer Voltaire avec plus de luxe que l'Évangile.
L'opposition provient aussi du clergé. L'évêque d'Amiens publie un mandement condamnant et proscrivant l'édition : « Quel attentat, non seulement contre la religion, mais contre toutes sortes de vertus et d'honnêteté que l'entreprise d'une collection d'ouvrages de cette espèce ! Vous ne pouvez, sans vous rendre mortellement coupables devant Dieu, ni souscrire, ni contribuer en aucune manière pour l'édition du recueil abominable qu'on ose vous proposer. » Il est suivi par l'évêque de Vienne, Lefranc de Pompignan, puis par celui de Paris et celui de Strasbourg. Ce dernier, Louis-René de Rohan, intervient, sans succès, auprès du margrave de Bade, son cousin.
En juillet 1781, la Faculté de théologie de Paris condamne l'ouvrage de l'Abbé Raynal, Histoire des deux Indes et ajoute : « Tandis que nous sommes occupés à réfuter ces horreurs, quel bruit sinistre vient accroître nos chagrins ! La mort avait mis fin aux blasphèmes de cet écrivain (Voltaire), si vanté pour ses rares talents, si digne de blâme à cause de l'usage détestable qu'il en a fait, de cet homme fameux qui, à la face de toute l'Europe, consacra, sans aucune retenue, sans aucune pudeur, sa vie entière à défendre et à propager l'impiété. [...] On prépare une collection complète de ces ouvrages pernicieux, qui devraient être ensevelis dans les ténèbres les plus profondes.[...] Nous pouvons interpeller les auteurs de cette nouvelle édition et leur dire : Que vous a fait la Religion pour vouloir lui porter des coups plus funestes que les tyrans les plus cruels et les plus acharnés ? Que vous a fait votre patrie pour en devenir les plus mortels fléaux ?  »
Toutes ces pressions aboutissent à un Arrêt du Conseil d'État du roi, pris le 3 juin 1785, au moment où sont livrés les 30 premiers volumes. Cet arrêt ordonne la suppression de l'édition, et « fait défense aux imprimeurs, libraires, colporteurs et tous autres d'introduire dans le royaume, de recevoir, garder, vendre et distribuer aucun des volumes desdites Œuvres complètes de Voltaire. » Cependant, la publication de l'arrêt n'est pas immédiate et les éditeurs en sont prévenus « par un ami qui réside à Versailles. » L'épisode illustre les contradictions du régime : le roi est lui-même souscripteur de l'édition, et le président de l'Assemblée du clergé, Arthur Richard Dillon, évêque de Narbonne, fait comprendre que la distribution des volumes ne serait pas troublée : « J'ai présenté moi-même un exemplaire du proscrit. L'archevêque l'a bien vite caché au fond de son cabinet, en me disant : mettez le plus de discrétion que vous pouvez dans le débit de ces ouvrages ; on fermera les yeux. »

#### Double jeu
D'un point de vue éditorial, certains jouent double jeu.
Mallet du Pan, journaliste genevois, disciple et protégé de Voltaire dans les années 1770, prend d'abord le parti de la Société Typographique de Neufchâtel, en négociation pour s'associer à Beaumarchais. Il annonce ensuite, le 30 juin 1781, dans son journal, les Annales politiques, civiles et littéraires du dix-huitième siècle, son propre projet de publication. Mais en octobre 1781, il propose à Beaumarchais, via Élie de Beaumont, une association pour une édition grand public. Finalement, recruté par Panckoucke comme rédacteur politique au Mercure de France, il joue de ses relations pour rechercher des lettres manquantes de Voltaire, afin qu'elles soient intégrées à l'édition de Kehl.
Wagnière, secrétaire de Voltaire pendant les 20 dernières années de sa vie, est d'abord associé au projet éditorial de Kehl. Mais il est aussi le protégé de Grimm, agent de Catherine II de Russie en France, laquelle, depuis que Beaumarchais a racheté le contrat de Panckoucke, voit d'un mauvais œil l'édition projetée. Par ailleurs, Wagnière dit détenir et vouloir vendre « des papiers de Voltaire » à la provenance suspecte, puisque le contrat passé par Panckoucke avec Madame Denis prévoyait la remise de tous les manuscrits. Quand Condorcet le lui fait remarquer, il opte pour le silence, mais se rapproche des libraires suisses préparant des éditions contrefaites, en particulier Heubach, associé de la Société typographique de Neufchâtel dans cette affaire. Il propose non seulement les manuscrits dont il dispose, mais aussi de rédiger un commentaire des Œuvres. Un Prospectus est imprimé en janvier 1784, qui propose à faible prix des volumes scindés en deux ensembles, les Œuvres posthumes pouvant être acquises séparément. La réponse de la Société littéraire typographique de Kehl est virulente : l'Avis du 5 mars 1784 paru dans le Courier de l'Europe met en cause nommément Wagnière en le traitant de « fripon recherchant un profit particulier. » Finalement Heubach abandonne son projet, n'ayant pas reçu un nombre suffisant de souscriptions pour couvrir ses frais. Grimm propose alors à Wagnière de le mettre en relation avec un libraire de Gotha, mais Wagnière renonce en s'apercevant qu'il ne se serait agi que d'une pure opération de piratage, sans qu'il puisse apporter une quelconque valeur ajoutée qui lui aurait valu de la reconnaissance. Entre 1784 et 1787, alors que les premiers volumes sortent de l'imprimerie de Kehl, Wagnière cherche d'autres collaborations avec des contrefacteurs — qui toutes échouent —, continue à rassembler des manuscrits, et rédige des commentaires pour le compte de Catherine II. Il est en parallèle à nouveau en contact avec Beaumarchais, via Decroix, pour demander une estimation des papiers qu'il possède, et se fait prier pour en donner la liste. La proposition financière de Beaumarchais lui paraît insuffisante, et début novembre 1787, la négociation est définitivement rompue.

### Protecteurs occultes
Signe de l'ampleur des relations de Beaumarchais à la Cour et des contradictions internes de l'Ancien Régime, la Société Littéraire typographique bénéficie d'une tolérance de l'establishment de l'époque : « Chacun consent à une telle chose ; mais personne ne veut être cité pour y avoir aidé. Voilà quels sont les ministres ; et dans leur position je sens que je ferais de même », résume Beaumarchais.
Le ministre Maurepas octroie la permission tacite de distribuer l'édition en France. Malesherbes, qui avait déjà soutenu la publication de L'Encyclopédie, fait lever l'embargo que voulaient appliquer les Fermiers généraux.
Le baron d'Ogny, intendant des Postes, accorde une sorte de franchise postale : grâce à lui, « les paquets se croisent sans cesse et sans frais sur les routes de Paris à Lille et à Strasbourg » et surtout échappent à la censure. Lenoir, le lieutenant de Police, les laisse entrer dans Paris.
Philippe d'Orléans, cousin de Louis XVI, ami de Beaumarchais, ainsi que le duc de Lauzun acceptent de stocker clandestinement les 30 premiers volumes de l'édition, lors de leur distribution dans Paris.
Quant au nouveau lieutenant de police, Armand-Louis de Gontaut Biron, et au ministre des affaires étrangères Vergennes, ils demandent en avant-première les volumes de correspondance de Voltaire avec Frédéric II de Prusse.

## Historique

### Prémices
Le 4 octobre 1777, le libraire Panckoucke et l'avocat Jacques Joseph Marie Decroix rendent visite à Voltaire à Ferney pour lui proposer le plan d'une nouvelle édition de ses Œuvres complètes. Le projet est accueilli avec enthousiasme. En janvier 1778, Voltaire a déjà corrigé 12 volumes de l'édition de 1775,. Après sa mort, le 30 mai 1778, Madame Denis vend les manuscrits à Panckoucke. Cependant, celui-ci a des inquiétudes financières et politiques.
Des inquiétudes financières, car la nécessité de publier tous les volumes en même temps nécessite d'importants capitaux : « Cette édition étant un objet de près d’un million de dépenses, il faut en avoir tous les fonds d’avance. L’ouvrage ne pourra circuler que lorsque tout sera imprimé. » Il demande à Cramer de Genève, l'éditeur attitré de Voltaire dans les dernières années, un emprunt pour financer l'édition, mais celui-ci ne veut entendre parler que d'association. D'autres négociations avec la Société Typographique de Neuchâtel et avec le libraire lyonnais Duplain n'aboutissent pas.
Panckoucke a également des inquiétudes politiques : « La superstition qui a poursuivi M. de Voltaire jusqu'au tombeau s'armera de toutes ses fureurs pour s'opposer à l'exécution du dessein que j'ai formé. » Il essaie sans succès d'obtenir une permission tacite auprès de Vergennes en faisant intervenir Madame d'Épinay. Il lui faut donc trouver d'autres puissants protecteurs.

Panckoucke s'adresse d'abord à Frédéric II de Prusse, qui fut un temps le correspondant et l'ami de Voltaire, mais n'obtient aucune réponse. Il propose alors à Catherine II, qui avait acquis la bibliothèque de Voltaire, de financer une partie de l'édition, en échange de la remise des manuscrits. La réponse — positive — met six mois à venir. Entre temps, Panckoucke, qui avait besoin du soutien du gouvernement pour le lancement de son Encyclopédie méthodique, a cédé ses droits à Beaumarchais. Le 25 février 1779 celui-ci lui rachète les manuscrits de Voltaire pour la somme de 300 000 livres, montant revu à la baisse par un avenant du 27 novembre 1786.

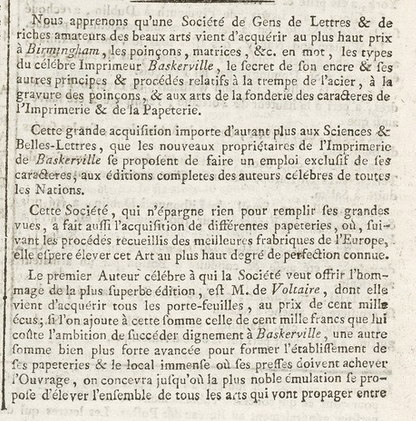
Courier de l'Europe, 28 janvier 1780

Mais début février 1780, Beaumarchais apprend que Catherine II de Russie s'opposerait à son édition, et reçoit une requête comminatoire de la Cour de Bade imposant des conditions pour l'implantation de l'imprimerie à Bade : la garantie que les possessions alsaciennes du margrave ne pourraient faire l'objet de recours devant les tribunaux français, et la censure des œuvres de Voltaire contraires aux bonnes mœurs et à la religion. La Société se retrouve « sans feu ni lieu », alors que les premiers volumes sont promis pour début 1782.
Le Prospectus de souscription paraît enfin en janvier 1781. Sont annoncés 60 volumes in-8o et 40 volumes in-4o, tous imprimés en un seul lieu, tirés en exemplaires numérotés et livrés en une seule fois en 1782. Un système de loterie est organisé pour les souscripteurs de l'édition in-8 et un prix perpétuel sera offert chaque année « aux Hommes studieux qui, marchant après Voltaire dans sa noble carrière, auront donné une nouvelle étendue au cercle des connaissances humaines. »
Cependant les souscriptions languissent, et l'on manque de Prospectus.

### Opérations
Les opérations sont longues et difficiles, marquées par de nombreux problèmes techniques. Les livraisons, prévues pour 1782, n'ont lieu qu'en 1784, 1785 et 1789. Le tout dernier volume n'est livré qu'en 1790.
Beaumarchais se décourage parfois : « Je suis à bout et je m'arrête, afin que les misérables restes de ma fortune n'aillent plus s'engloutir dans le gouffre de Kehl. »
Ou bien, quand le 14 mars 1788, un nouveau retard de 53 semaines est annoncé par La Hogue, il s'emporte : « Comment une telle erreur de temps sur les travaux a-t-elle été possible ? Vous nous dites depuis un an : tout sera fait avant avril 1788. Et voilà qu'il vous faut un an de plus et des sommes considérables. La plus forte patience et la plus haute fortune ne peuvent tenir contre de pareils changements. »
En avril 1789, la collection en 69 volumes est enfin finie d'imprimer. Le volume 70, comprenant une Vie de Voltaire par Condorcet ne paraît qu'en mai 1790.

### Liquidation
Au printemps 1790, les travaux d'imprimerie achevés, Beaumarchais, après avoir sans succès cherché des repreneurs, met fin aux activités de la société.
Une demande de résiliation de bail est rédigée, mais le margraviat ne donne son accord qu'après plus d'un an, et octroie cinq mille florins en compensation des travaux d'aménagement qui avaient été réalisés dans le fort.
Le matériel est envoyé en septembre 1790 à Paris, dans un dépôt attenant à l'hôtel particulier de Beaumarchais, porte Saint-Antoine. Panckoucke, qui avait un moment envisagé de faire imprimer à Kehl son Encyclopédie méthodique, rachète des caractères, qu'il utilise pour Le Moniteur universel. La liquidation est longue : une transaction est effectuée en 1795 avec un imprimeur de Strasbourg. En avril 1799, Beaumarchais réclame encore à des libraires anglais le paiement des volumes qu'ils ont acquis.
Les invendus sont stockés au même endroit et sont découverts par le peuple de Paris en 1792.

### Dates-clés
| Date              | Événement |
| ----------------- | --- |
| 4 octobre 1777    | Visite de Panckoucke et Decroix à Voltaire pour lui soumettre le plan d'une nouvelle édition et recueillir son assentiment          |
| 30 mai 1778       | Mort de Voltaire |
| 29 novembre 1778  | Contrat avec Condorcet qui prend la direction scientifique et éditoriale de l'édition                                               |
| 25 février 1779   | Vente par Panckoucke des manuscrits de Voltaire à Beaumarchais                                                                      |
| 1779              | Permission tacite de diffusion en France obtenue par Beaumarchais auprès de Maurepas                                                |
| 11 décembre 1779  | Achat des caractères de Baskerville                                                                                                 |
| 28 janvier 1780   | Avis dans le Courier de l'Europe annonçant la création de la Société Littéraire Typographique                                       |
| 4 décembre 1780   | Signature du contrat de location du Fort de Kehl                                                                                    |
| 18 décembre 1780  | Privilège d'édition accordé par le margrave de Bade                                                                                 |
| janvier 1781      | Parution du Prospectus de souscription annonçant 40 volumes in-4o et 60 volumes in-8o livrables en 1782                             |
| juin 1781         | Début de l'impression : Théâtre |
| juillet 1781      | Condamnation de l'édition par la Sorbonne                                                                                           |
| Été 1781          | Arrivée à Kehl des dernières caisses du matériel de Baskerville                                                                     |
| juin 1782         | Fin de l'impression des 20 premiers volumes                                                                                         |
| octobre 1782      | 35 volumes sont imprimés |
| 5 mars 1784       | Avis dans le Courier de l'Europe annonçant le lancement d'éditions communes in-8o et in-12                                          |
| septembre 1784    | Fuite du caissier de Beaumarchais, qui laisse un trou de 400 000 livres                                                             |
| décembre 1784     | Livraison des 30 premiers volumes                                                                                                   |
| Fin 1784          | Renvoi de Le Tellier, remplacé par de La Hogue                                                                                      |
| janvier 1785      | Début de l'impression de la Correspondance dans l'édition commune                                                                   |
| 9 mars 1785       | Beaumarchais est emprisonné 4 jours à la prison Saint-Lazare à la suite du scandale déclenché par Le Mariage de Figaro              |
| 3 juin 1785       | Arrêt du Conseil d'État du roi supprimant l'édition                                                                                 |
| 12 septembre 1785 | Annonce de l'abandon de l'édition in-4o et de la disponibilité de 45 volumes in-8o et 17 volumes in-12                              |
| mai 1788          | Réimpression de 412 000 pages de la correspondance avec Catherine II, à sa demande, relayée par le ministre des Affaires étrangères |
| avril 1789        | Fin de l'impression des 69 premiers volumes de l'édition in-8o, incluant la Correspondance                                          |
| mai 1790          | Parution du dernier volume, Vie de Voltaire par Condorcet et fin des activités de la Société                                        |
| 11 juillet 1791   | L'Édition de Kehl est placée en tête du cortège lors du transfert des cendres de Voltaire au Panthéon                               |

## Finances
Les finances de la Société littéraire typographique se confondent entièrement avec celles de Beaumarchais. Celui-ci a l'habitude de mener des affaires d'ampleur, avec des hauts et des bas. Ainsi, en avril 1783, il écrit à son ami Vergennes, secrétaire d'État aux Affaires étrangères, pour lui demander une avance de 300 000 livres sur les 4 millions que lui doit le Trésor royal. Le règlement n'a lieu qu'au printemps 1785.
Le coût total de l'affaire de Kehl est résumé par Ruault en mai 1787 : « Deux millions, 231 438 livres. Voilà, mon cher ami, la somme déboursée par M. de Beaumarchais depuis l'origine de la Société littéraire en 1779 jusqu'au 20 de ce mois, compris les traites à échoir, dont avis a été donné jusqu'au dit jour 20 mai courant. Vous me dites dans votre lettre du 14, que pour finir ce cher Voltaire, il en coutera à peu près 40 milliers. Ajoutez cette somme à celle ci-dessus, et vous avez environ 100 000 louis de dépenses, ci... 2 400 000 livres. Il convient de déduire de ce capital la valeur des types de Baskerville, 100 000 livres, celle des papeteries d'Arches, d'Archettes et de Plombières, environ 50 000 livres, la vente du J.J. Rousseau et autres petits objets, environ 30 000 livres. Il en restera 2 millions 220 000 livres pour les Voltaire en in-12 et in-8o, compris 5 ou 600 000 du gaspillé de M. Le Tellier. »
Beaumarchais prétend en 1791 que cette affaire lui a coûté la moitié de sa fortune.
Brunet résume : « Trois millions ont à peine suffi pour tous les frais de cette entreprise, la plus vaste et la plus dispendieuse peut-être qu'on ait jamais faite en librairie dans un si court espace de temps. »
Beaumarchais s'attire cependant des critiques, comme celles du Moniteur universel qui, dans son numéro du 8 Thermidor an II (26 juillet 1794) lui reproche d'avoir agi « par esprit de spéculation plutôt que par amour de Voltaire. »
Une thèse couramment admise depuis le XIXe siècle évoque — sans preuves —la nécessité pour lui de réaliser une opération financière de blanchiment d'argent, après ses affaires illicites de ventes d'armes aux insurgés américains.

## Commercialisation
Tout au long de l'existence de la Société Littéraire Typographique, Beaumarchais compose et adapte l'offre à la demande et à l'ensemble du marché éditorial. Par exemple, le faible nombre de souscripteurs de l'édition in-quarto — finalement supprimée — l'incite à repousser les commandes de papier jusqu'au moment où la vente des volumes sera assurée.

### Communication

#### Avis
L'édition projetée étant semi-clandestine, le recours aux journaux français est exclu. La Société Typographique Littéraire utilise donc pour sa communication le Courier de l'Europe, journal que possède Beaumarchais en Angleterre.
Le premier Avis paraît le 28 janvier 1780. Il annonce la création d'une Société des Gens de Lettres & de riches amateurs des beaux-arts qui se propose d'éditer « les éditions complètes des chefs-d’œuvre littéraires de toutes les nations », en commençant par Voltaire. Est promis pour bientôt un Prospectus de souscription.
Six mois plus tard, le 7 juillet 1780, paraît dans le même journal un autre Avis, dont la fonction est différente. Pour l'édition de la Correspondance, il est fait appel à la collaboration du public afin de recueillir des originaux ou des copies de lettres de Voltaire. Ce geste, totalement inédit, vise à créer un sentiment d'appartenance à une communauté de contemporains de Voltaire, à créer un consensus autour de son œuvre, représentant le symbole d'un peuple qui se reconnaît dans sa figure, sa pensée et ses combats.
L'Avis du 11 juillet 1783 informe que la livraison prévue pour fin 1782 n'a pu être réalisée, car toutes les souscriptions n'ont pas être remplies. Il cherche à rassurer en promettant que l'édition continue néanmoins, l'impression en in-8o touchant à sa fin. Est annoncé le tirage de la loterie.
Un long Avis paraît dans le Courier de l'Europe du 5 mars 1784 : pour parer à l'annonce d'éditions contrefaites, la Société lance deux éditions dites « communes » : une in-8o en 60 volumes, une in-12 en 80 volumes. Les souscripteurs ont désormais le droit de choisir parmi la collection complète les volumes qui les intéressent. 48 volumes des œuvres littéraires seraient prêts à être livrés, mais la Correspondance paraîtra ultérieurement. Cependant, dès le 8 mars, Beaumarchais s'inquiète : aucune souscription n'est recueillie pour cette souscription commune.
L'Avis du 17 décembre 1784 annonce la livraison des 30 premiers volumes et propose un catalogue des autres impressions réalisées à Kehl.
Un Avis daté du 12 septembre 1785, dont il n'y a pas trace dans Le Courier de l'Europe, annonce l'abandon de l'édition in-4o, qui n'a attiré que 85 souscripteurs, et dont seuls deux volumes, La Henriade et un Choix de poèmes ont été tirés. Il est proposé, soit le remboursement du montant de la souscription, soit l'échange contre 28 volumes « sur papier anglais, à très grandes marges, feuilles choisies, format in-8o. »
L'Avis du 17 décembre 1790 annonce, après la fermeture de l'imprimerie, la vente des caractères Baskerville.

#### Prospectus
Le Prospectus de l'Édition des Œuvres de M. de Voltaire, avec les caractères de Baskerville est distribué à Paris en janvier 1781, et présente de manière détaillée et explicite les grands principes, les valeurs et les idéaux qui sous-tendent le projet éditorial. Imprimé sur papier bleu, distribué à 12 000 exemplaires, le Prospectus a été co-rédigé par Beaumarchais, Le Tellier et Panckoucke, et a fait l'objet de multiples corrections pendant dix-huit mois avant d'être livré au public.
Sont exposés par « les rédacteurs » l'origine du projet, la nature et la forme du corpus, et la fonction de l'édition : il s'agit de rendre hommage à Voltaire, transformé en « Voltaire national » et de rechercher l'adhésion du public, par « l'expression d'un sentiment collectif, dans un registre pathétique. » Cet hommage reposera sur un corpus complet, qui avait été « déformé par les éditions précédentes », et sera donc restauré dans son intégrité, grâce aux manuscrits révisés par l'auteur, et aux textes dont il a accepté d'endosser la paternité. La Correspondance, considérée comme partie intégrante de l'œuvre — grande nouveauté éditoriale —, sera présentée selon un ordre chronologique, en deux parties : une correspondance générale, et une correspondance particulière « sur des objets qui demandent à être lus de suite. » Le travail d'annotation, qui est également une nouveauté est lui aussi présenté de manière détaillée : il sera divisé en six catégories, quatre catégories informatives, deux catégories interprétatives. Tout cela destine l'édition à la postérité, et cherche à en faire « un objet de désir, un objet de prestige, mais surtout un objet illicite. »
Les « éditeurs » présentent ensuite les modalités techniques et pratiques de l'édition, ainsi que les aspects commerciaux de l'entreprise, qui contiendra « des Œuvres connues, corrigées par l'Auteur, accompagnées de Variantes, Notes & Fragments principaux tirés des Porte-feuilles ; de sa Vie, avec les Anecdotes qui y ont rapport ; de ses Lettres, avec des notes historiques ; & d'une Table générale & raisonnée des Matières ; le tout imprimé avec les Caractères de Baskerville, en Soixante volumes in-8o, dont Vingt nouveaux, ou Quarante volumes in-4o. » Trois portraits de l'auteur orneront les volumes, et un prix destiné à récompenser les jeunes écrivains talentueux : « une Médaille d'or du poids de cinquante louis, frappée du portrait de Voltaire. »
Aucun de ces « rédacteurs » ou de ces « éditeurs » n'est nommé explicitement, à l'exception de Beaumarchais.
La deuxième partie du Prospectus présente des modèles typographiques de préfaces, de vers, de prose, de variantes et de notes. Ces modèles ne sont pas choisis au hasard : des extraits de la Préface de Mahomet, l'incipit de Memnon ou la sagesse humaine, un extrait du chant I de La Henriade et du Pauvre diable symbolisent les idées morales et politiques de Voltaire.

### Souscription
La vente se fait uniquement par souscription, en versant un acompte de 20 % du prix total, soit directement, soit à travers un réseau de correspondants régionaux, lesquels se voient accorder une remise de 10 %.
Souscrire vaut également adhésion au projet et à ce que représentent de subversif pour l'ancien régime les valeurs incarnées par Voltaire. Plus qu'une seule avance de fonds, comme cela est le cas généralement, il s'agit de mesurer les attentes du public, en tenant compte de l'impact des oppositions institutionnelles, comme la condamnation par La Sorbonne.
Les souscriptions sont poussives : un mois après leur lancement ne sont arrivées que 32 demandes pour le format in-quarto et 1285 pour le format in-octavo (in-8o). « Cela ne nous surprend pas. Les ennemis de l'auteur, des éditeurs, de la raison, les prêtres, les anti-philosophes, en un mot toute la bande noire du fanatisme, qui n'est malheureusement que trop nombreuse, remplit la ville de faux bruits et de propos absurdes sur cette édition. Mais nous n'en sommes pas pour autant découragés. C'est dans la tempête qu'il faut de la fermeté. » Néanmoins, Beaumarchais envisage de réduire le tirage prévu.
En juin 1783 est annoncée, sans effet sur les ventes, l'imminente clôture de la souscription, précédant la première livraison, initialement prévue pour 1782, mais qui n'a lieu qu'à la toute fin 1784.
Le 5 mars 1784 est annoncé, pour parer à la contrefaçon, le lancement d'une « édition commune », l'une en in-8o moyen, l'autre en in-12o. À cette date, la Société Littéraire Typographique propose 12 produits distincts :
|                                               | Volumes annoncés | Volumes livrés | Prix du volume (livres)    | Prix total |
| --------------------------------------------- | ---------------- | -------------- | -------------------------- | ---------- |
| in-4o papier royal anglais superfin           | 40               | 2              | 24                         | 960        |
| in-4o papier Mongolfier d'Annonay             | 40               | 2              | 15                         | 600        |
| grand in-8o                                   | 60               | 70             | 5 sans chance à la loterie | 300        |
| grand in-8o                                   | 60               | 70             | 6 avec chance à la loterie | 360        |
| in-8o à très grandes marges                   | 60               | 70             | 7,5                        | 450        |
| in-8o moyen sur papiers de qualité différente | 60               | 70             | 4                          | 240        |
| in-8o moyen sur papiers de qualité différente | 60               | 70             | 3                          | 180        |
| in-8o moyen sur papiers de qualité différente | 60               | 70             | 2                          | 120        |
| in-12o à très grandes marges                  | 80               | 92             | 4,5                        | 360        |
| in-12o sur papiers de qualité différente      | 80               | 92             | 2,5                        | 200        |
| in-12o sur papiers de qualité différente      | 80               | 92             | 2                          | 160        |
| in-12o sur papiers de qualité différente      | 80               | 92             | 1,5                        | 120        |
| in-12o sur papiers de qualité différente      | 80               | 92             | 1,2                        | 96         |

Il est par ailleurs possible d'acquérir chaque partie (Théâtre, Philosophie, Romans, etc.) séparément, chaque volume coûtant alors 10 % de plus.

### Prix
Beaumarchais accorde une grande importance à la détermination des prix de vente. Il est partagé entre le sentiment de réaliser un livre exceptionnel, qui mérite d'être vendu à sa juste valeur, et la crainte de faire fuir les souscripteurs par un prix trop élevé. Mais il tient à ne jamais changer les prix annoncés. Il peut cependant jouer sur le tirage des formats qui se vendent peu, ou sur la qualité : « On souhaiterait qu'il y ait un peu plus de différence entre le papier de l'in-8 à 3 livres et celui à 2 livres. Il y a un tiers dans le prix, il faut faire en sorte qu'il y ait la même proportion dans le papier. »
Cependant, si le prix du volume est fixe, ceux qui sont publiés au-delà du nombre initialement prévu — 10 en in-8 et 12 en in-12 — devront être payés par le souscripteur ou l'acheteur, ce qui est alors une pratique courante.
Ce n'est qu'à l'approche de la fin des travaux d'impression que Beaumarchais se préoccupe du rapport entre le prix de revient et le prix de vente. Un calcul de Ruault, réalisé en mai 1787 pour les in-8 vendus à 2 et 3 livres, aboutit à un « prix de fabrique » de 1,30 livre, auquel il rajoute 0,25 d'amortissement du prix d'acquisition des manuscrits. « On croit au premier coup d’œil qu'il y a un bénéfice honnête et considérable, cependant je crains qu'en vendant ainsi toutes les éditions on ne puisse atteindre la somme totale des débours faits et à faire : la sottise et la folie de Le Tellier d'exécrable mémoire doivent renchérir beaucoup tous ces ouvrages. »

### Loterie
Beaumarchais s'est laissé convaincre par Le Tellier d'annoncer une loterie dans le Prospectus de souscription. Elle comporte initialement 1000 lots, allant de 440 à 20 000 livres. Le processus est compliqué et les premières réactions sont négatives. Le nombre de souscriptions n'ayant pas été atteint, le nombre de lots est réduit, et le montant de chacun réévalué pour atteindre les 200 000 livres promises. Le tirage a lieu fin 1783, mais les lots ne sont attribués que fin 1784, avec la première livraison des volumes. Les lots importants sont payés en numéraire, les 360 petits lots de 288 livres sont payés par la livraison gratuite des exemplaires souscrits. C'est Marie-Amélie de Boufflers qui gagne le gros lot de 24 000 livres.
Une autre loterie est organisée lors de la souscription de l'édition dite « commune » en mars 1784. Le tirage pour l'édition in-octavo est effectué le 1er septembre 1784, celui pour l'édition in-12 le 16 avril 1785, en se fondant sur le numéro sorti ce jour-là à la Loterie royale de France. Les gains sont également payés par la livraison gratuite d'exemplaires.

### Diffusion
La diffusion est essentiellement faite à destination des souscripteurs initiaux — qui s'impatientent — soit directement, soit par l'intermédiaire de correspondants régionaux. Elle se fait aussi via quelques libraires, malgré l'opposition de la Chambre syndicale des libraires de Paris, opposée à l'édition du fait de l'indépendance affichée par la Société Littéraire Typographique à l'égard de la corporation. La remise faite aux diffuseurs est de 10 %.
Les premières livraisons, annoncées dans le Courier de l'Europe en décembre 1784, ont lieu le mois suivant : 30 volumes sur les 60 annoncés pour 1782. Ils devaient être stockés au Palais-Royal, racheté par le Duc d'Orléans, mais les travaux en cours obligent à organiser un repli provisoire, jusqu'en avril 1785, en partie dans un couvent, en partie à l'Hôtel d'Hollande, dans le Marais. La censure étant devenue particulièrement active, l'annonce de la seconde livraison se fait oralement, et non plus par un Avis : « Les prêtres nous poursuivront jusqu'en Enfer. Travaillez sans mot dire dans votre imprimerie et songez que le clergé s'assemble au mois de mai. »
Les volumes circulent dans des ballots ficelés et plombés, avec la bénédiction du directeur des Postes, et avec quelques précautions : « Adressez les lettres de voiture au nom d'une personne inconnue, qu'il ne soit question dans l'adresse ni de l'Hôtel de Hollande ni du nom de M. B. Les arrangements subséquents sont pris pour retirer les balles à la douane. »

### Tirage
Les chiffres du tirage sont totalement contradictoires. Le Prospectus annonce un tirage de 5 000 exemplaires, dont 1 000 pour la version in-quarto, dont seuls 2 volumes sur 40 seront imprimés. L'Avis du 5 mars 1784, qui annonce l'édition dite « commune » ne porte aucune indication du tirage prévu.
Quérard indique, sans justification, un tirage global de 28 000 exemplaires pour la version in-8 et de 15 000 pour l'édition in-12, chiffres énormes, l'Encyclopédie, par exemple, ayant été tirée à 4 255 exemplaires.
Barber se livre à un décompte plus précis, mais partiel. Du point de vue de l'offre, il trouve trace d'un document faisant état, en 1787, de l'impression à 1 050 exemplaires de chacune des séries in-8 à 2 et à 3 livres et, pour l'in-12 de 1 250 exemplaires de la série à 1,20 livre, de 3 000 pour celle à 1,50 livre, de 1 000 pour celle à 2 livres, et de 500 pour celle à 2,50 livres, sans que l'on sache s'il s'agit des tirages cumulés, ou de ceux de l'année. Du point de vue de la demande, il estime que le nombre de souscriptions n'a pas dépassé le nombre de 2 500. Il relève des achats groupés faits par les libraires Belin, Volland et Maradan : 1 602 exemplaires, toutes éditions confondues, le 20 septembre 1786 ; d'« importants achats » en mars 1789 ; 2 500 exemplaires de la Correspondance et 6 000 du volume contenant les lettres à D'Alembert en novembre 1788. Maradan seul acquiert 850 exemplaires de l'édition in-12 en octobre 1787. En mai 1790, Volland a toujours en stock 1 056 exemplaires de la Correspondance. Le 5 novembre 1804 a lieu une vente aux enchères de 1 570 exemplaires, in-8 et in-12 confondus.

## Moyens de production
L'établissement de Kehl est la première imprimerie intégrée. Elle rassemble toutes les technologies de l'édition : une fonderie de caractères, des entrepôts pour l'apprêt des papiers provenant d'Angleterre, de Lorraine et d'Alsace où l'entreprise possède cinq moulins, un atelier d'impression et de tirage comportant une quarantaine de presses, un magasin de conditionnement des feuilles imprimées. Elle emploie près de 200 personnes. C'est la plus importante d'Europe, la plus grande imprimerie anglaise ne comptant que 27 presses.

### Imprimerie
- L'imprimerie d'après l'Encyclopédie de Diderot et D'Alembert (1769)

L'imprimerie d'après lEncyclopédie de Diderot et D'Alembert (1769)
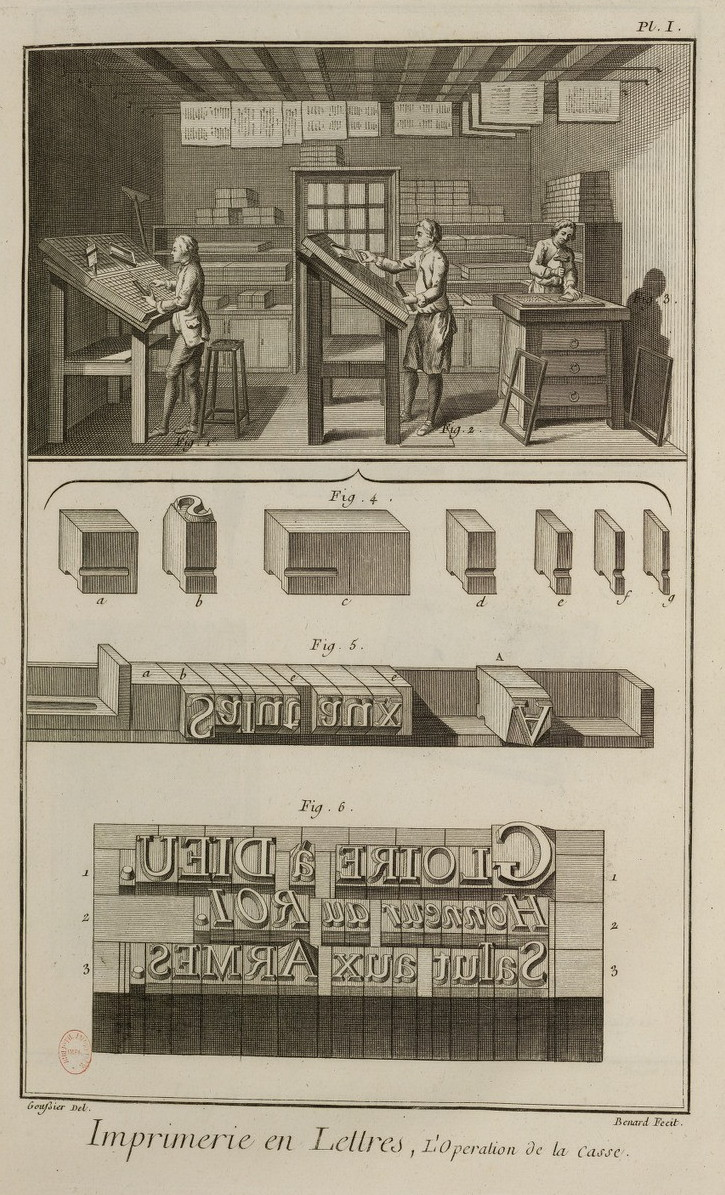
L'opération de la casse
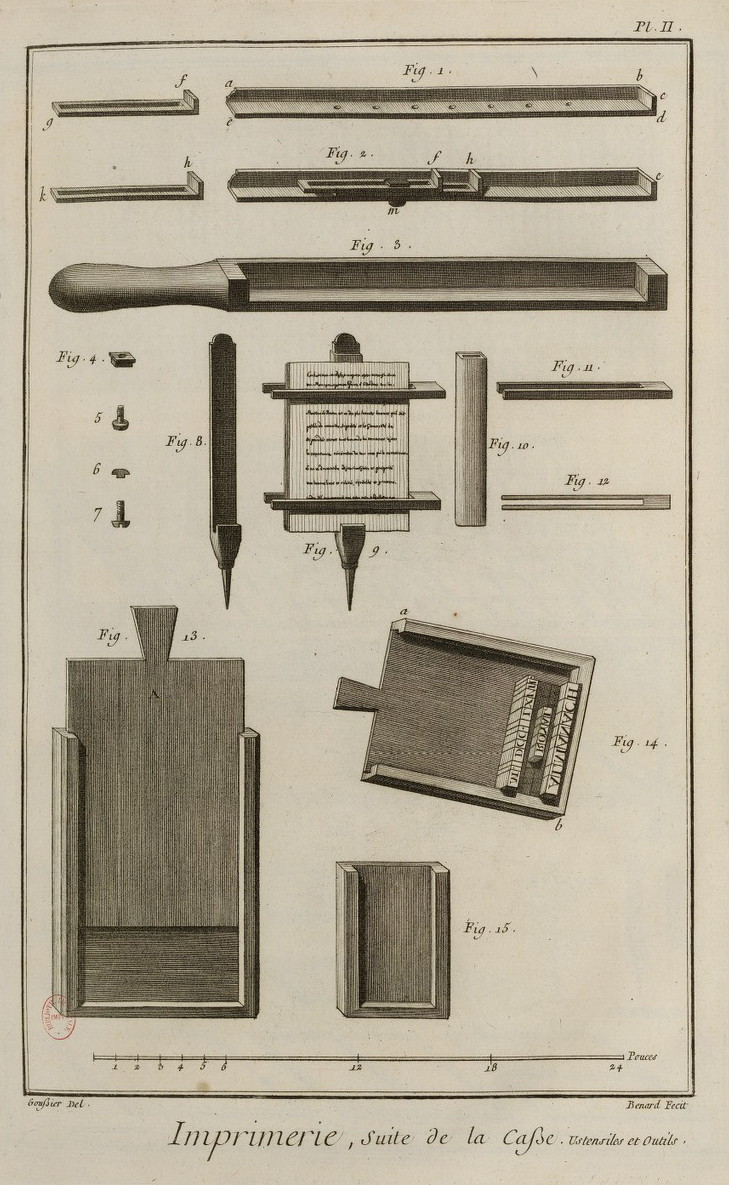
Suite de la casse
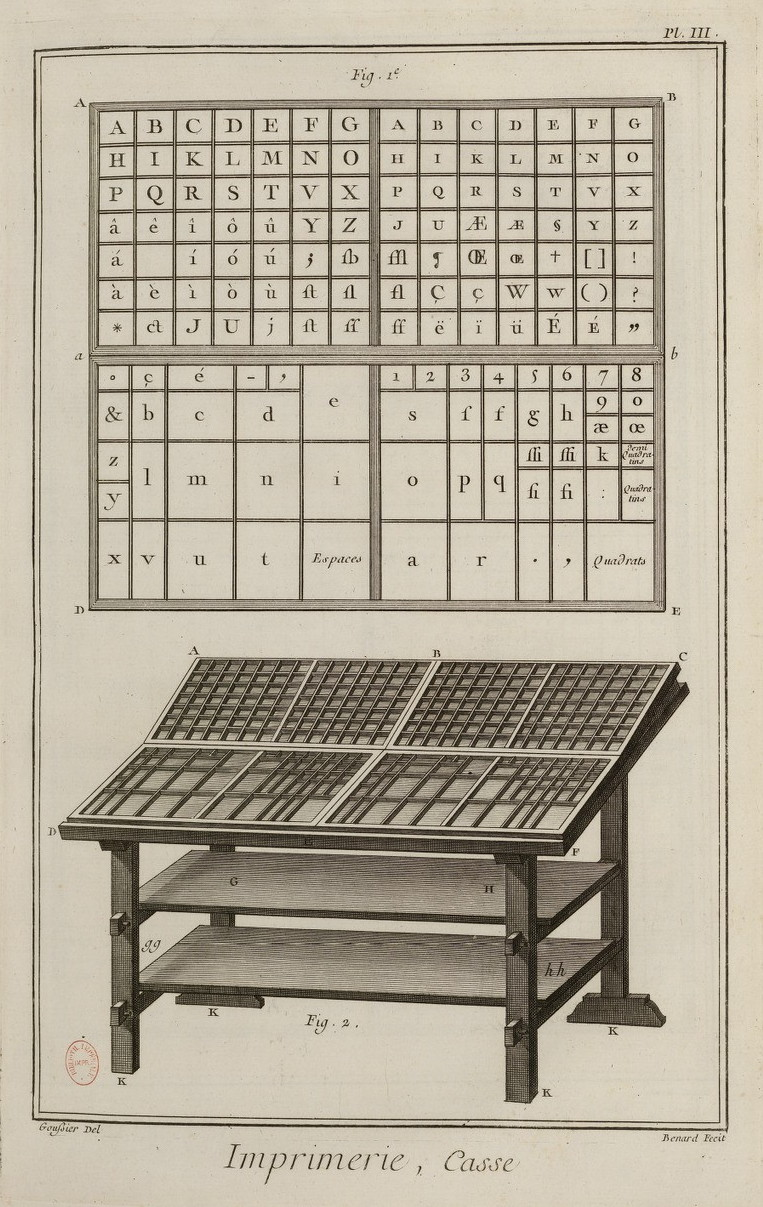
Casse
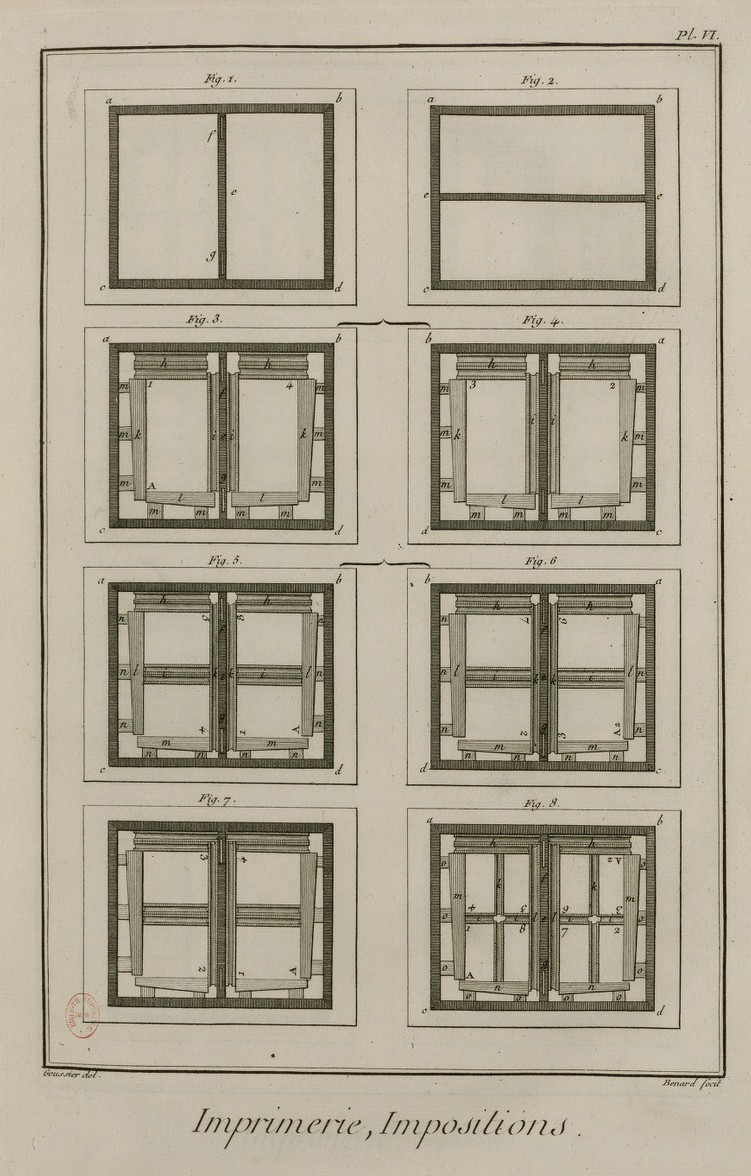
Impositions
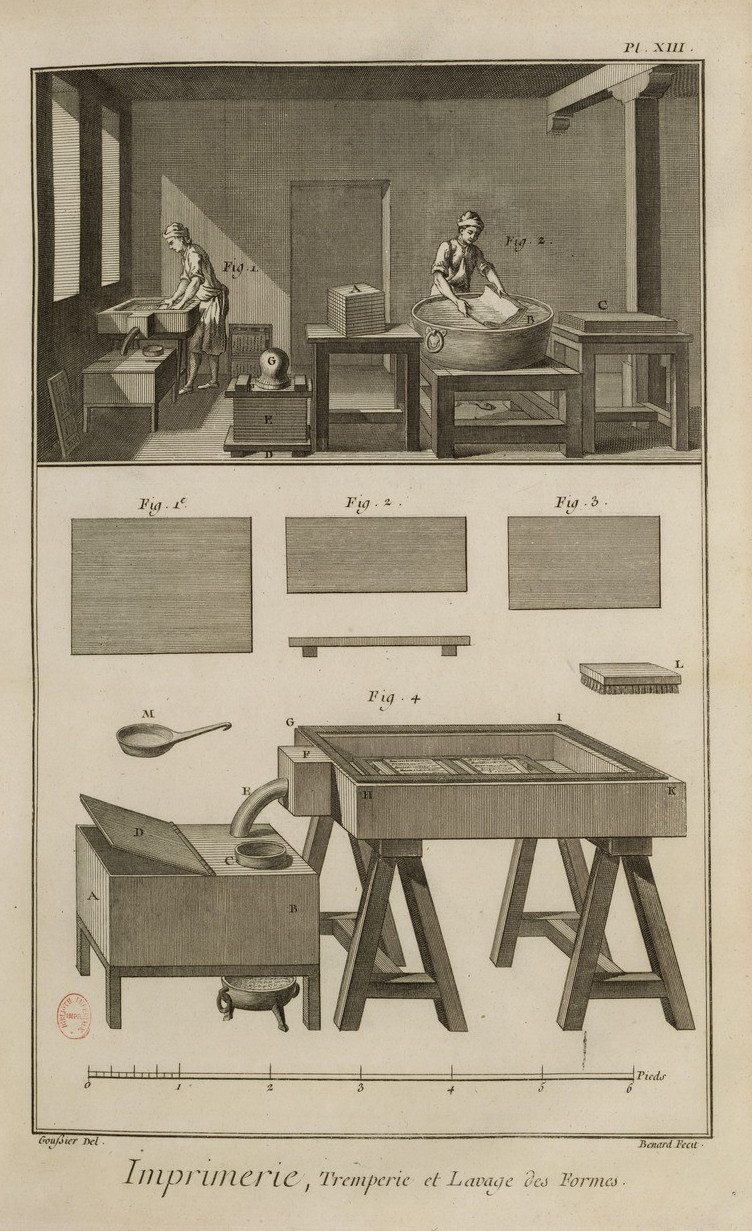
Trempage et lavage des formes
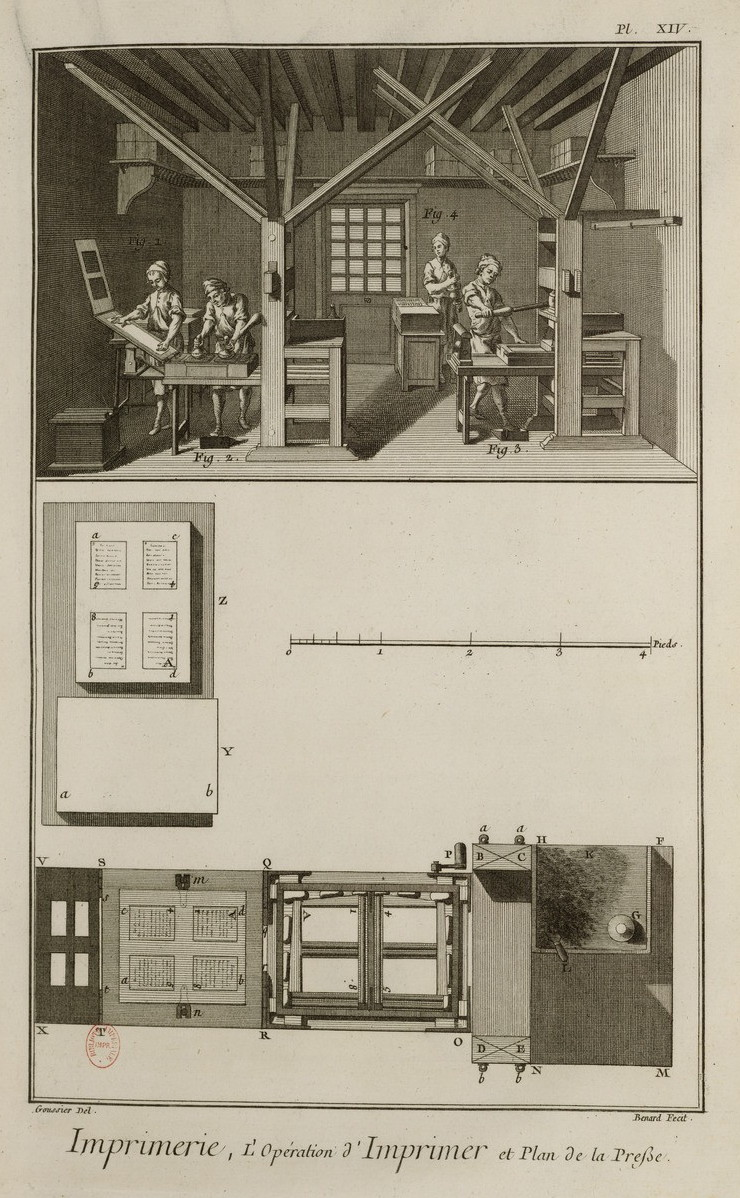
Plan de la presse
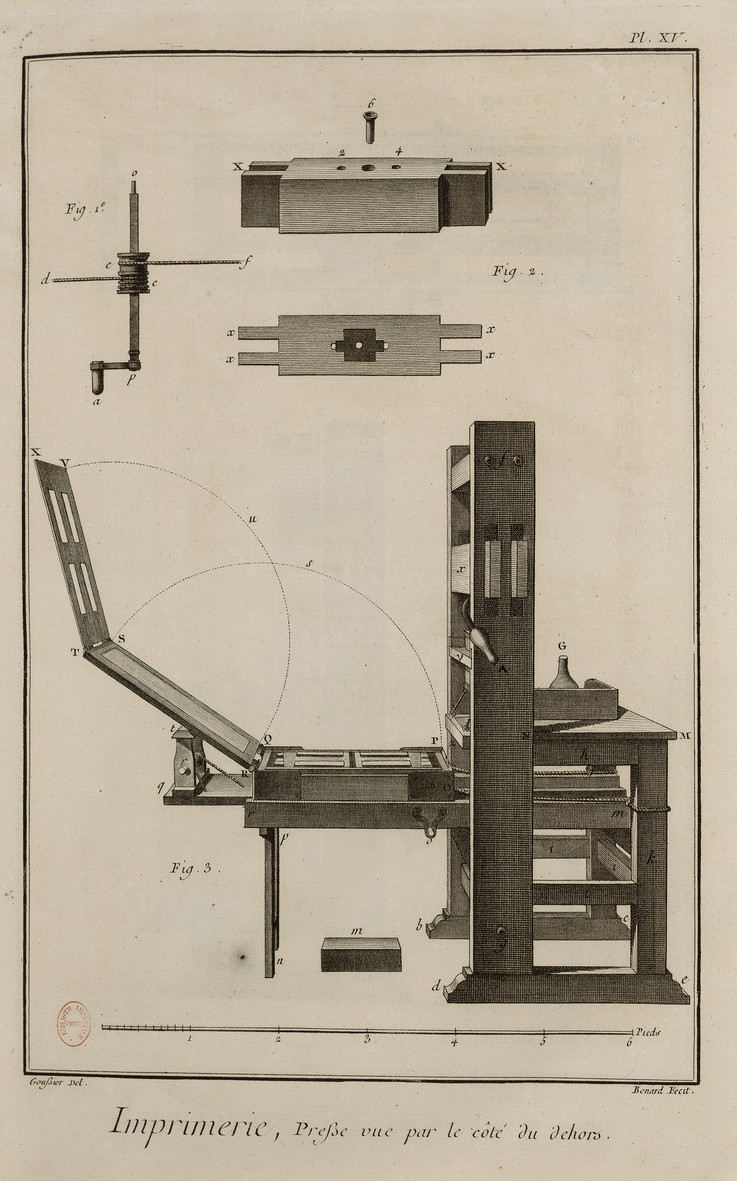
Presse vu du dehors
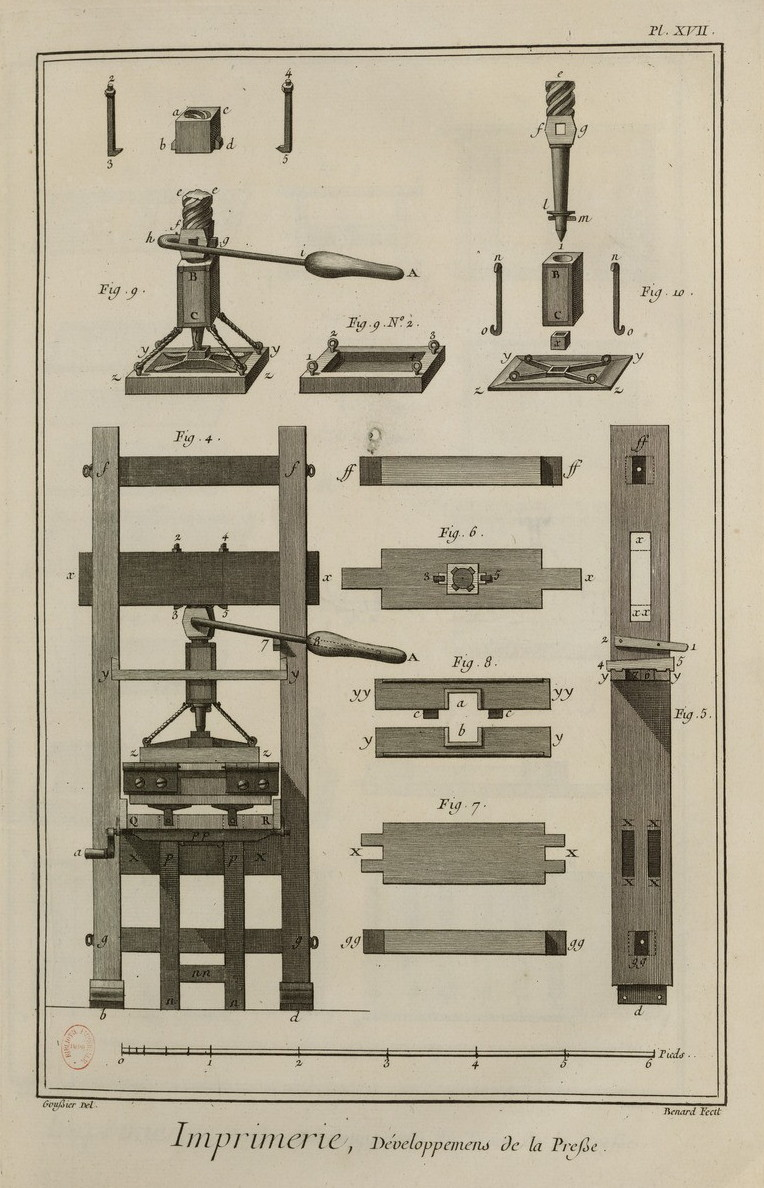
Développement de la presse

### Typographie
Soucieux de produire des volumes d'une excellente qualité d'impression, Beaumarchais accorde une importance considérable à la typographie — qui lui sert également d'argument publicitaire majeur. Avant même d'avoir racheté les manuscrits de Voltaire à Panckoucke, il cherche à se procurer du matériel typographique anglais. Il s'intéresse d'abord aux caractères de Calson, puis entre en négociations avec la veuve de John Baskerville, décédé en 1775. Son choix s'est arrêté sur les caractères de Baskerville car ils s'inspirent des lettres gravées sur la pierre au temps de la république romaine, et soulignent ainsi la grandeur et la temporalité de Voltaire, dont on cherche à graver la parole et à en faire l'emblème de la raison triomphante.
Les négociations sont longues et difficiles. Ayant demandé, sans d'abord l'obtenir, un inventaire détaillé du matériel, Beaumarchais envoie pendant l'été 1779 des émissaires à Birmingham pour le réaliser. Ébauché en octobre, le contrat d'achat est signé le 11 décembre 1779. Sont acquis « au prix de 400 guinées les poinçons, matrices et tous les instruments des arts de la gravure, imprimerie et lissage de papier. » L'expédition vers Kehl prend un an et demi, retardée par la guerre franco-britannique : les 34 premières caisses embarquent fin 1780 pour Rotterdam, 22 caisses partent vers Louvain et six via Ostende. Transportées par la route, elles arrivent en mauvais état à Kehl à la fin de l'été 1781. Plus de deux ans se sont écoulés.

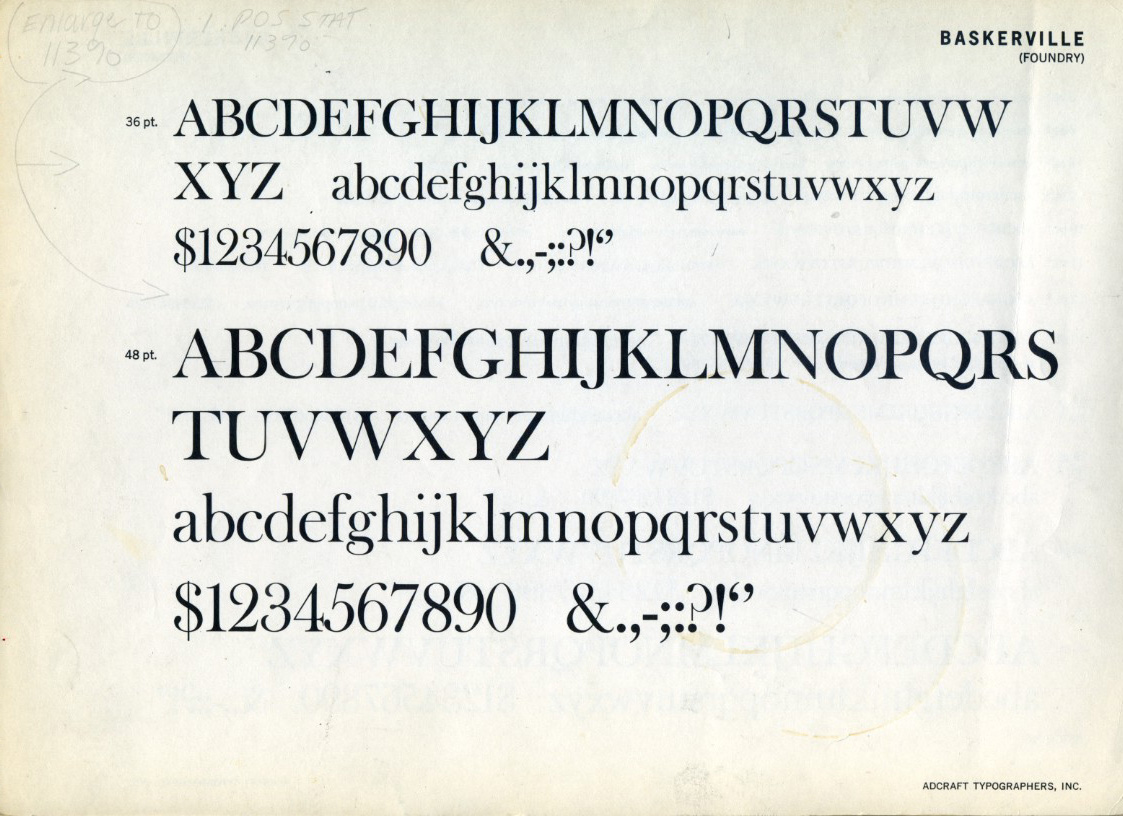
Caractères Baskerville

Le matériel ne suffit pas, il est nécessaire de mettre en œuvre les procédés de fabrication de Baskerville. Les héritiers se font tirer l'oreille, bien que le contrat le prévoie : « On nous donnera ses procédés pour la trempe de l'acier, les secrets de son encre, avec les recettes et doses des ingrédients, et la manière dont il les comparait, préparait et employait, et généralement tous ses procédés tant pour la fonte des caractères que pour l'imprimerie, la fabrication et le lissage de ses papiers. » Beaumarchais envoie à Birmingham un ouvrier typographe chargé de préparer le futur Prospectus de souscription, puis un apprenti graveur, chargé d'apprendre la technique auprès du dernier ouvrier ayant travaillé directement avec Baskerville, et qui refuse de venir travailler à Kehl.
Si la recette de l'encre est enfin obtenue en février 1781, elle nécessite plus d'un an pour être maîtrisée. Le problème principal réside dans les caractères d'imprimerie. Il est impératif de fondre, d'une part des caractères accentués spécifiques à la langue française, d'autre part des caractères supplémentaires, l'imprimerie prévoyant initialement de faire fonctionner trente presses à la fois. Ces nouveaux caractères sont gravés en six mois, mais le résultat n'est pas satisfaisant, il faut recommencer.
Dans son Avis du 7 juillet 1780, paru dans le Courier de l'Europe, Beaumarchais justifie le retard du Prospectus présentant les Œuvres complètes de Voltaire : « Les reproches que l'on fait aux Éditeurs ne sont point mérités : il ne restait en Angleterre qu'un seul ouvrier de feu Baskerville en état de graver les accents français qui manquaient à la fonderie ; ces accents sont gravés maintenant, les matrices viennent d'en être frappées, et la France est enfin enrichie des types les plus parfaits d'Europe. »
Les réactions à la qualité typographique du Prospectus de souscription sont négatives. Le prote de la Société Typographique de Neuchâtel rédige un rapport sévère. S'il reconnaît la beauté du papier et la netteté des caractères, il critique leur couleur plutôt grise que noire, la multiplicité des capitales, les accents graves placés comme au hasard et des caractères mal alignés dans la poésie.
Beaumarchais porte une grande attention à la typographie. La forme est envisagée comme la condition indispensable d'une lecture aisée et agréable. Les fleurons et culs-de lampe, habituels à cette époque, sont remplacés par des majuscules antiques appliquées aux titres, aux sous-titres et aux noms propres, en particulier dans le corpus théâtral. Prose, vers, préfaces, variantes et notes sont distingués par l'emploi de caractères différents. La correspondance fait l'objet d'un dispositif typographique particulier : il se compose du repère de l'année en marge, surmonté d'un trait, de la numérotation de la lettre en chiffres romains, de l'indication du destinataire en lettres capitales, de sa qualité en minuscules italiques et, entre parenthèses, de la numérotation du nombre de lettres de ce destinataire, du lieu et de la date. L'esperluette est proscrite : « Celui de Baskerville est trop maigre et fait mauvaise figure. »

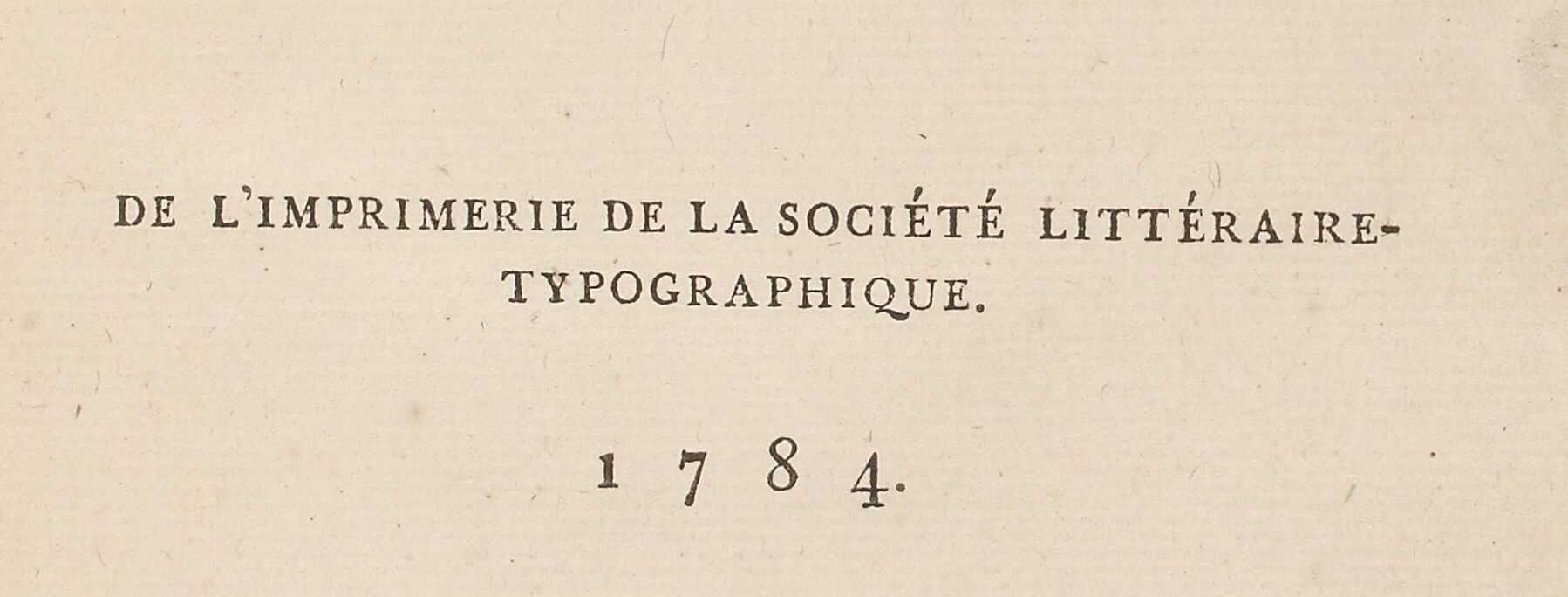
Signature de la Société littéraire typographique

### Papier
La qualité des impressions de Baskerville dépend autant des caractères et de l'encre que du papier utilisé. Beaumarchais, qui n'envisageait pas d'imprimer Voltaire sans le meilleur papier qui soit, fait l'acquisition des papeteries d'Arches, Archettes et Plombières. Leurs productions sont complétées par des livraisons en provenance de Londres et d'Annonay, car début 1782, un incendie a détruit la papeterie Woodmason, qui devait fournir le papier pour l'édition in-4o..
Le lissage de ce papier et l'encollage étant des éléments importants dans le processus de fabrication, conseil est demandé à Philippe Denis Pierres, imprimeur du Roi et de la police. Une année se passe à réaliser des épreuves, des essais d'amélioration, en commençant par le Prospectus et les modèles de texte qui y sont joints, et qui doivent témoigner de la qualité des futurs volumes. Grand soin est également donné à la composition des pages, au choix des caractères pour chaque type de texte, aux interlignages et aux marges.

### Impression
Le suivi et le contrôle des épreuves est effectué à Paris, mais les corrections ne sont pas toujours prises en compte par l'imprimerie de Kehl, surtout quand elle est sous la direction de Le Tellier. « Vous m'affligez personnellement toutes les fois que vous mandez que l'on tire les feuilles sans les corrections de Paris. Je sens bien que n'ayant pas plus d'avance en caractères vous avez besoin de les faire passer promptement sous la presse ; mais ce n'est là qu'un très petit malheur en comparaison d'un tirage fautif. Il vaudrait beaucoup mieux perdre le prix d'une semaine entière de pressiers que de commettre une pareille faute L'argent se retrouve, et jamais la réputation d'un livre s'il est gâté. »
La réalisation typographique, à la fois esthétique et textuelle est inégale et souvent critiquée par les éditeurs eux-mêmes : « En général le papier est mal assorti, l'encre et le tirage sont médiocres et défectueux. On pourrait pardonner ces négligences de la main d’œuvre, si le texte de Voltaire était pur ou bien corrigé. C'est là le plus grand mal ; les vers et la prose fourmillent de fautes grossières et dégoûtantes. Ils ont féminisé des participes qui ne doivent jamais l'être dans certains cas, ils sont supprimé des mots, en ont ajouté d'autres, des adverbes, des adjectifs qui n'étaient point dans le manuscrit ; on trouve dans le théâtre des vers de 13 et de 14 syllabes. C'est une horreur, une pitié. » Si certains volumes font l'objet de compliments, comme La Pucelle, d'autres doivent faire l'objet d'une réimpression complète, décidée en 1785 après l'arrivée de La Hogue.
Tout le monde ne partage pas ces critiques : l'écrivain italien Vittorio Alfieri, considérant les imprimeurs de Kehl comme plus compétents que ceux de Didot à Paris, leur fait imprimer toutes ses œuvres encore manuscrites, et réimprimer son Panegirico di Plinio a Trajano.
L'impression commence en juin 1781 par la partie dramatique. En juin 1782, 20 volumes sont achevés. Sont sous presse Le Temple du goût, L'Orphelin de la Chine, Le Poème de Fontenoy et Le Siècle de Louis XIV. En octobre 1782 trente-cinq volumes sont achevés d'imprimer et quarante-sept un an plus tard. En janvier 1785 commence l'impression de la Correspondance et de l'édition commune.
Auparavant, la correction de l'orthographe de Voltaire a fait l'objet de deux consultations de l'Académie française.
Brunet, dans son Manuel du libraire et de l'amateur de livres, synthétise : « Il est généralement reconnu que cette édition fourmille de fautes d'impression [mais] le papier est d'excellente qualité et les presses, servies par des ouvriers d'élite, ont produit un livre remarquable, surtout par une égalité de tirage bien difficile à obtenir dans un ouvrage volumineux. »

## Ressources humaines

### Recrutement
Le recrutement est effectué principalement par Le Tellier et Beaumarchais. Celui souhaite des hommes qualifiés, instruits et zélés, et paie les imprimeurs au-dessus des tarifs parisiens. Il est cependant difficile d'en trouver, peu d'entre eux étant disposés à s'exiler à Kehl. Les démissions sont nombreuses en raison des relations conflictuelles avec Le Tellier.
Pour le poste primordial de correcteur est engagé Miron, ami de Le Tellier, qui se trouve être aussi le beau-frère de Beaumarchais, avec qui il était brouillé pour des questions d'héritage, et qui mourra à Kehl.
Les recrutements fait par Le Tellier seul semblent peu heureux : « Letellier n'employait à la correction des ouvrages de Voltaire que des moines défroqués, apostats de leur religion et de la France, qui courent l'Allemagne, qu'il payait, mal nourris, 20 francs par mois. Il épargnait là où il ne fallait rien épargner. »

### Effectifs
En septembre 1784, l'établissement de Kehl comprend six services distincts :
- les bureaux, où sont employés un architecte et quatre commis aux écritures.
- l'imprimerie, avec un prote, un sous-prote, deux correcteurs, 18 compositeurs et 46 imprimeurs soit 64 ouvriers, dont le nombre passe ensuite à 78.
- l'atelier de gravure en taille-douce, qui emploie un prote, deux imprimeurs et deux pressiers.
- la fonderie, avec un prote, un graveur, sept fondeurs, trois enfants apprentis et deux limeuses.
- l'atelier de reliure avec huit relieurs.
- le magasin de papeterie, tenu par un garde, un employé, deux tendeurs et trois papetiers, auxquels s'ajoutent 50 femmes et enfants pour les opérations d'assemblage et de manipulation.

Parmi ces employés, il y a au moins 70 Français (dont 10 Parisiens), 24 Allemands (dont 9 Kehlois), 9 Suisses, un Autrichien, un Italien et un Liégeois.
Un ancien fabricant de papier peint allemand occupe le poste d'architecte, chargé de l'aménagement du fort, qui nécessite de constants travaux. Un négociant de Bâle occupe le poste de commis aux écritures, un maître de langues originaire d'Orléans est devenu correcteur, un écrivain d'Hendaye s'est fait fondeur, un autre écrivain de Strasbourg est commis au magasin de papeterie. Il y a quatre anciens militaires : un ancien garde du corps du roi Stanislas de Lunéville et un ancien dragon sont devenus commis aux bureaux, un Lyonnais et un habitant de Sarreguemines, anciennement dans l'infanterie sont imprimeurs. Le chef de la correction est un ancien avocat au Parlement de Paris et intendant de Saint-Cyr.
La Société emploie également 10 domestiques. Au total, avec les familles de certains employés, la population du fort approche les 500 personnes.

## Produit fini:Œuvres complètesde Voltaire
Les Œuvres complètes de Voltaire sont le produit phare de la Société, celui pour laquelle elle a été conçue et créée.

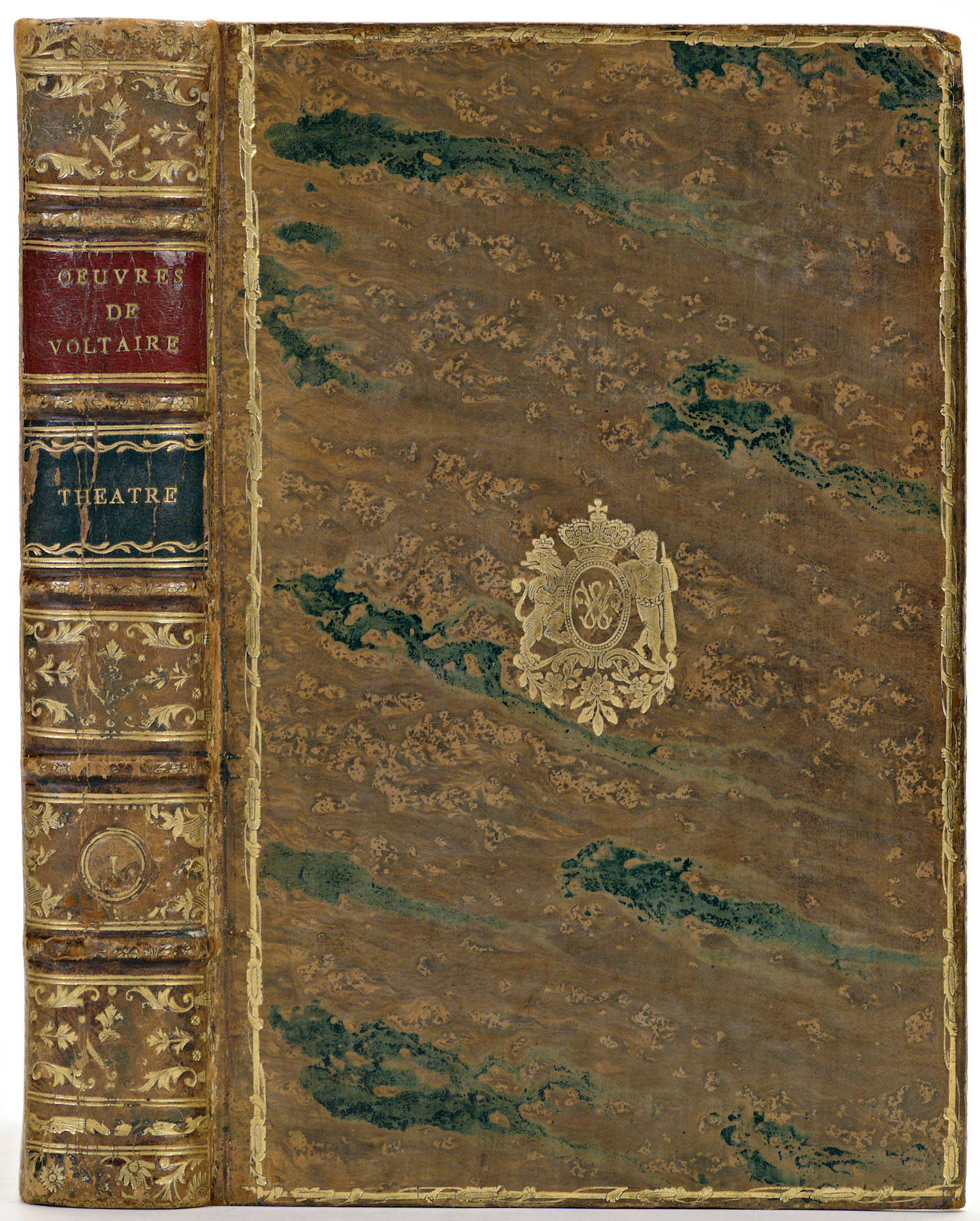
Un volume de l'édition in-8

Trois versions sur cinq types de papier sont réalisées :
- une édition in-quarto dont seuls deux volumes sont publiés, du fait de l'échec de leur souscription.
- une édition in-octavo en 70 volumes.
- une édition in-12 en 92 volumes.

### Plan
Jacques Joseph Marie Decroix publie en 1775 un volume intitulé L'Ami des arts, ou justification de plusieurs grands hommes dans lequel il plaide pour une meilleure connaissance de Voltaire par le rétablissement de l'intégrité de son œuvre, considérée comme une preuve à décharge dans le procès qui est intenté à sa réputation. Il envisage déjà la publication de la Correspondance.
Début octobre 1777, Decroix et Panckoucke rendent visite à Voltaire à Ferney. Ils lui présentent un Plan d'une édition des œuvres de M. de Voltaire, document de cinq pages calligraphié avec soin sur beau papier, accompagné d'un tableau gravé, le tout cousu en petit cahier. L'objectif est double : d'abord pouvoir réaliser une édition autorisée par Voltaire, à l'époque où de nombreux libraires s'en passaient ; ensuite l'engager à reconnaître tous ses écrits — y compris ceux parus anonymement ou sous des pseudonymes fantaisistes —afin de publier une édition complète, et non pas sélective comme l'auteur l'envisageait à l'époque.
Le Plan propose un classement complexe et sophistiqué de l'œuvre, fondé sur un classement générique puis chronologique, avec deux grands ensembles : les textes en vers, suivis des textes en prose, le tout précédé par des Mémoires et suivi par la Correspondance.
La poésie se diviserait en poésie épique, dramatique, héroïque, philosophique, didactique, lyrique, de société, mais le plan mentionne des options. Ainsi La Guerre de Genève pourrait être classée soit dans la poésie héroïque, soit dans une rubrique poésie critique ou satirique. La partie en prose regrouperait trois grands ensembles : Histoire (subdivisée en Histoire générale et Histoire particulière), Philosophie et Littérature. Cette dernière comprendrait Belles-Lettres, Éloquence, Romans, Dialogues, Critique, mais Decroix reconnaît que d'autres subdivisions sont possibles. La catégorie Philosophie s'articulerait en Physique et Histoire naturelle d'une part, Morale, Métaphysique et Théologie d'autre part. Enfin, les Questions sur l'Encyclopédie, qui pourraient être classées soit dans la Philosophie, soit dans l'Histoire, soit dans la Littérature, seraient publiées à part, en incorporant « une vaste collection de Morceaux très précieux ».
Ce plan correspond à un souci didactique, qui repose sur une pensée de type encyclopédique, considérant les œuvres littéraires comme des objets qui nécessitent une classification raisonnée, même si les frontières entre catégories sont incertaines.
Dans la présentation de son plan, Decroix n'hésite pas à passer commande à Voltaire de textes supplémentaires. Ainsi pour La Pucelle : « Nous lui ferons une prière au nom de tous les connaisseurs à qui ce poème est cher ; c'est de ne pas le laisser boiteux sur les 21 chants. Tout le monde voudrait que M. de Voltaire en ajoutât trois nouveaux, ce qui ferait 24 et formerait un tout régulier. »
Voltaire valide ce plan, mais celui-ci est complètement revu, sous l'influence de Ruault, et surtout de Condorcet. Le Théâtre, avec ses tragédies à caractère politique comme Mahomet le Prophète ou Les Guèbres ou la tolérance, est placé en tête. Suit la Poésie, pour laquelle Decroix effectue un immense travail de collationnement, de recueil de variantes, de recherche d'inédits, face à des textes multiples, souvent sans titre, parfois de caractère privé ou relevant de la poésie fugitive. La classification de la partie Histoire se voit ajouter une partie Politique et Législation, qui fait accéder Voltaire au rang de penseur politique. La partie Métaphysique, Morale et Théologie, est rebaptisée, de manière plus neutre, plus rationnelle et plus noble, Philosophie générale : Condorcet, comme Voltaire, considérait la métaphysique comme une imposture, une prétention à un savoir inexistant, reposant sur des vues de l'esprit érigées en vérités puis en dogmes. Suivent le Dictionnaire philosophique et les Écrits scientifiques, rassemblés pour la première fois après avoir toujours, dans les éditions précédentes, été réparties dans des volumes de Mélanges. Ensuite est placée la partie de l'œuvre la plus accessible au grand public, la Littérature, romans, contes et Mélanges littéraires. Le Commentaire sur Corneille est pour la première fois imprimé séparément et non pas joint aux pièces de Corneille.

### Innovations éditoriales

#### Dictionnaire philosophique
L'un des principaux reproches faits à l'Édition de Kehl concerne la partie intitulée Dictionnaire philosophique. Sous l'apparence trompeuse d'un titre familier, il s'agit d'un nouvel ouvrage en sept volumes, composé de près de 585 articles, qui regroupe les Lettres philosophiques, les Questions sur l'Encyclopédie, le Dictionnaire philosophique portatif, ainsi que des articles rédigés pour l'Encyclopédie et le Dictionnaire de l'Académie française, ainsi que L'Opinion par alphabet, texte retrouvé sous forme de manuscrit. Les éditeurs se sont livrés à des fusions, des interpolations, des divisions en fragments de plusieurs articles. L'objectif est purement politique : il s'agit de publier en les camouflant des textes toujours sous le coup de la censure et d'assurer ainsi leur diffusion.
Cet ensemble a été qualifié de « monstre éditorial », bien que Voltaire, coutumier des mélanges de textes, ait donné son aval à un tel regroupement. Beuchot, l'éditeur suivant de Voltaire, restitue le contexte : « Les Lettres philosophiques avaient été condamnées par arrêt du Parlement de Paris du 10 juin 1734. Or, si l'on avait reproduit ces Lettres en corps d'ouvrage, il était à craindre que le parlement, quoique renouvelé en entier, et peut-être plus d'une fois, ne fît, par esprit de corps, exécuter l'arrêt rendu cinquante ans auparavant. En déguisant ou disséminant ces Lettres, les éditeurs de Kehl n'avaient fait au reste que suivre l'exemple de Voltaire, qui avait pris ce parti en 1739, et qui n'avait jamais osé les rétablir sous leur première forme. » Moland, autre éditeur de Voltaire, suit la leçon de Beuchot, avec ce commentaire : « Bien que formé de plusieurs ouvrages, il offre un ensemble très homogène, une unité très saisissante à l'esprit. » À propos des critiques adressées à l'Édition de Kehl, Linda Gil fait remarquer qu'il s'agit là « d'un objet historique, à considérer avec un regard d'historien pour en apprécier l'âge et en dater la matière. »

#### Correspondance

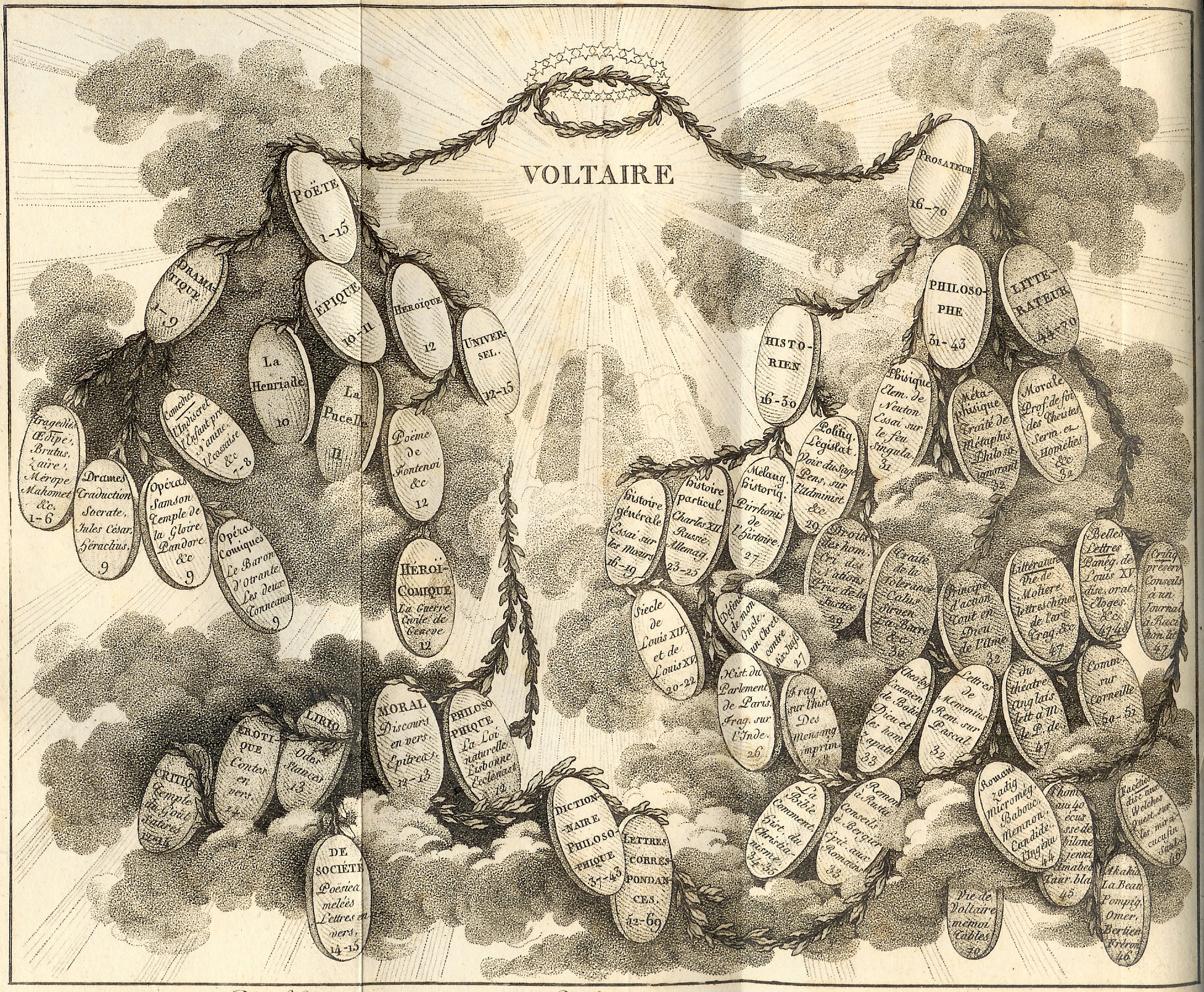
Plan de l'édition de Kehl, figurant au tome 70

La nouveauté radicale de l'édition de Kehl est la publication de la correspondance de Voltaire, celle qui doit faire voir l'homme tel qu'il est, faire corps avec l'œuvre, dont elle constitue le point de départ et l'aboutissement. Dans l'Avertissement figurant au volume 52, Condorcet explique la motivation des éditeurs : « Ces lettres sont la meilleure réponse qu'on puisse opposer à ses nombreux ennemis. Ce n'est pas une confession faite avec ostentation, écrite pour le public, où l'auteur se présente comme il veut être vu. C'est l'homme même qu'on trouve ici tel qu'il a été dans tous les moments de sa vie et qui se laisse voir sans chercher à se montrer ou à se cacher. Ces lettres prouvent qu'il ne suspendit jamais la guerre qu'il avait déclarée à la superstition. C'était son grand objet, celui vers lequel il dirigeait tous ses travaux. »
La collecte des lettres de Voltaire s'est faite principalement par un processus d'échange avec les destinataires : les lettres écrites par Voltaire contre les lettres adressées à Voltaire
Toutes les lettres retrouvées ne sont pas publiées (près de 4 500 sur les 16 000 aujourd'hui connues). Certaines ne sont que des extraits, soit que les éditeurs en aient jugé le contenu inintéressant, soit pour protéger des susceptibilités. Le tri est effectué par Condorcet, en fonction d'impératifs littéraires ou des valeurs morales et sociales de bienséance propres à la société d'Ancien régime. Beaumarchais impose également une censure politique sur les textes concernant le Pays de Gex et sur certains passages attaquant les parlements.
Les lettres sont classées en deux catégories : la correspondance dite « générale », présentée par ordre chronologique et la correspondance dite « particulière », présentée séparément, et qui inclut les lettres reçues par Voltaire. Un système de renvoi aux écrits de Voltaire permet d'illustrer le corpus épistolaire et de lui conférer une valeur documentaire, puisque de nombreuses lettres évoquent les processus de rédaction, de diffusion et de réception de ses écrits. L'annotation est particulièrement fournie, surtout dans le domaine scientifique, spécialité de Condorcet qui est mathématicien et géomètre.
Trois séries composent la correspondance particulière : les échanges avec Frédéric II de Prusse, avec Catherine II de Russie, et avec D'Alembert. Ce sont également celles qui vont poser le plus de problèmes éditoriaux et politiques.

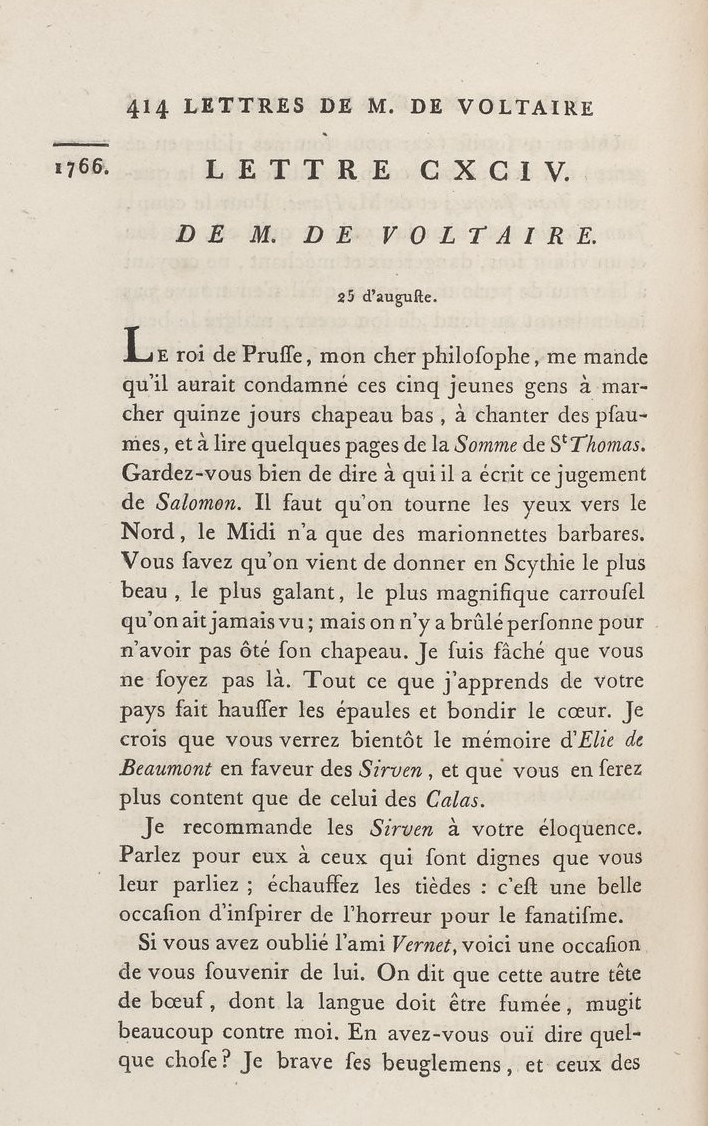
Lettre de Voltaire à D'Alembert

- La correspondance avec le roi de Prusse, très attendue par le public, doit d'abord être réunie, sans s'adresser directement à lui : « Comme homme de Lettres, Frédéric approuvera dans le fond de son âme ce qui sera imprimé ; sa vanité en sera flattée ; mais comme roi sa majesté en aura peut-être un peu d'humeur[246]. » Les lettres doivent ensuite être réécrites : « Il ne sait point les mécanismes de la langue française, épithètes mal choisies, phrases louches et boiteuses. Je serai son blanchisseur, il faut le mettre en état d'être lu par les Français et l'Europe savante et polie[247]. » Les lacunes sont très nombreuses[248], mais les censeurs du Margrave, dont Friedrich Ring — pourtant éditeur de Diderot — sont épouvantés, en particulier par les passages où Frédéric II critique Pierre Ierde Russie. Avec un crayon rouge, ils barrent sur les épreuves de nombreux passages, et demandent la suppression de lettres entières, comme celle où Frédéric II évoquait « ces infâmes politiques qui pensent comme des marchands. ». En réponse, Condorcet rédige un argumentaire que Beaumarchais expose au margrave lors d'une visite en mai 1786. Permission de tout publier est accordée[249].
- Catherine II est opposée à l'Édition de Kehl, réalisée hors de son contrôle, en particulier en ce qui concerne sa correspondance avec Voltaire, remplie de moqueries envers l'impératrice d'Autriche et son fils. Elle acquiert en 1778 la bibliothèque de Voltaire, transportée à Moscou, et propose à Panckoucke de lui racheter les manuscrits de ces lettres, ignorant que celui-ci en a pris copie[250]. Quand commence l'impression de ce qui deviendra le volume 67, Madame Denis sollicite de Ruault les épreuves « pour sa satisfaction personnelle », mais n'a rien de plus pressé que de les remettre à Grimm pour les faire suivre à l'Impératrice[251]. Celle-ci exige d'Armand Marc de Montmorin, le ministre des Affaires étrangères de Louis XVI, que soient retirées « 10 lignes d'un côté, 6 de l'autre, 4, 3, 2 etc., jusqu'à des mots qu'elle demande que l'on supprime[252]. » 412 000 pages doivent être réimprimées[253]. Cependant, quelques exemplaires sans les corrections sont conservés, et surtout, les corrections ne sont pas appliquées sur l'édition in-12 en 92 volumes[254].
- Voltaire et D'Alembert échangent des propos très libres dans leurs lettres. Mais les coupures sont minimes, portent sur quelques grossièretés, et surtout sur l'expression favorite de Voltaire quand il attaque la religion : L'infâme. Le mot est tantôt simplement abrégé en L'inf., tantôt remplacé par les termes superstition ou fanatisme[255].

### Volume 70:Vie de Voltaire, par Condorcet
Dans le plan initial de la série, la biographie de Voltaire devait se trouver en tête du premier volume, et consister en une simple reprise des Mémoires pour servir à la vie de Monsieur de Voltaire, écrits par lui-même, rédigés vers 1758-1760. Il s'agissait, dans une intention documentaire, voire didactique, de présenter d'abord l'auteur au lecteur, dans la grande tradition appliquée aux philosophes antiques. Mais lors de la longue élaboration, entre 1779 et 1781, du Prospectus de présentation, le plan est complètement revu : un volume entier sera dédié « à sa Vie, avec les Anecdotes qui y ont rapport. » Un tel Supplément se doit d'être un précis inédit de sa vie, de ses combats et de ses idées, exposant son histoire factuelle et intellectuelle.
Pour rassembler les documents nécessaires à cette biographie, Beaumarchais entre en contact avec les anciens secrétaires de Voltaire, Sébastien Longchamp et Jean-Louis Wagnière. Longchamp « a promis d'écrire toutes les anecdotes et toutes les aventures dont il a été témoin. Il a déjà donné quelque chose sur Madame du Châtelet et sa mort, sur M. de Richelieu. »
Si une première version de la Vie de Voltaire est achevée en 1783, Condorcet poursuit lentement sa rédaction. Fin 1787, la première partie est envoyée à l'imprimerie de Kehl. Une deuxième partie suit en octobre 1788. Mais la relecture des épreuves est retardée, Condorcet se trouvant « en province pour les députations aux États généraux. » Finalement, le volume ne paraît qu'en mai 1790.
Outre les événements politiques, ce délai s'explique par la procédure de travail : Condorcet rédige le manuscrit initial, l'envoie à Ruault qui le transmet à Beaumarchais. Après accord ou correction, Ruault renvoie le manuscrit à Étienne Cardot, le secrétaire de Condorcet, qui le met au net. Condorcet relit et corrige avant de renvoyer la version finale à Ruault, qui la transmet à l'imprimerie.
Ces multiples revues, surtout celle de Beaumarchais, peuvent amener à des conflits. Fin 1787, Condorcet indique à Ruault avoir, visiblement à son corps défendant, « ôté quatre lignes de La Vie et adouci la fin de l'Avertissement. » Plusieurs lettres de Condorcet témoignent aussi de son désaccord face à la ligne idéologique donnée au Mercure de France, que dirigeait Panckoucke. En effet, durant les dix ans qui séparent la signature de son contrat et la fin de la rédaction du volume 70, la pensée philosophique et politique de Condorcet évolue, dans le sens d'une plus grande radicalisation. Sa Vie de Voltaire contient en germe les arguments et la structure de son Esquisse d'un tableau historique des progrès de l'esprit humain de 1795.
Finalement Condorcet refuse de signer l'ensemble de ses textes : « Je ne veux mettre mon nom à aucun ouvrage tant qu'il y aura des gens qui se permettront d'être juges dans leur propre cause. » Son nom n'apparaît que sur la page de titre de la Vie de Voltaire, ses préfaces, notes, avertissements sont simplement signés « les éditeurs » ou « les rédacteurs ».

### Gravures

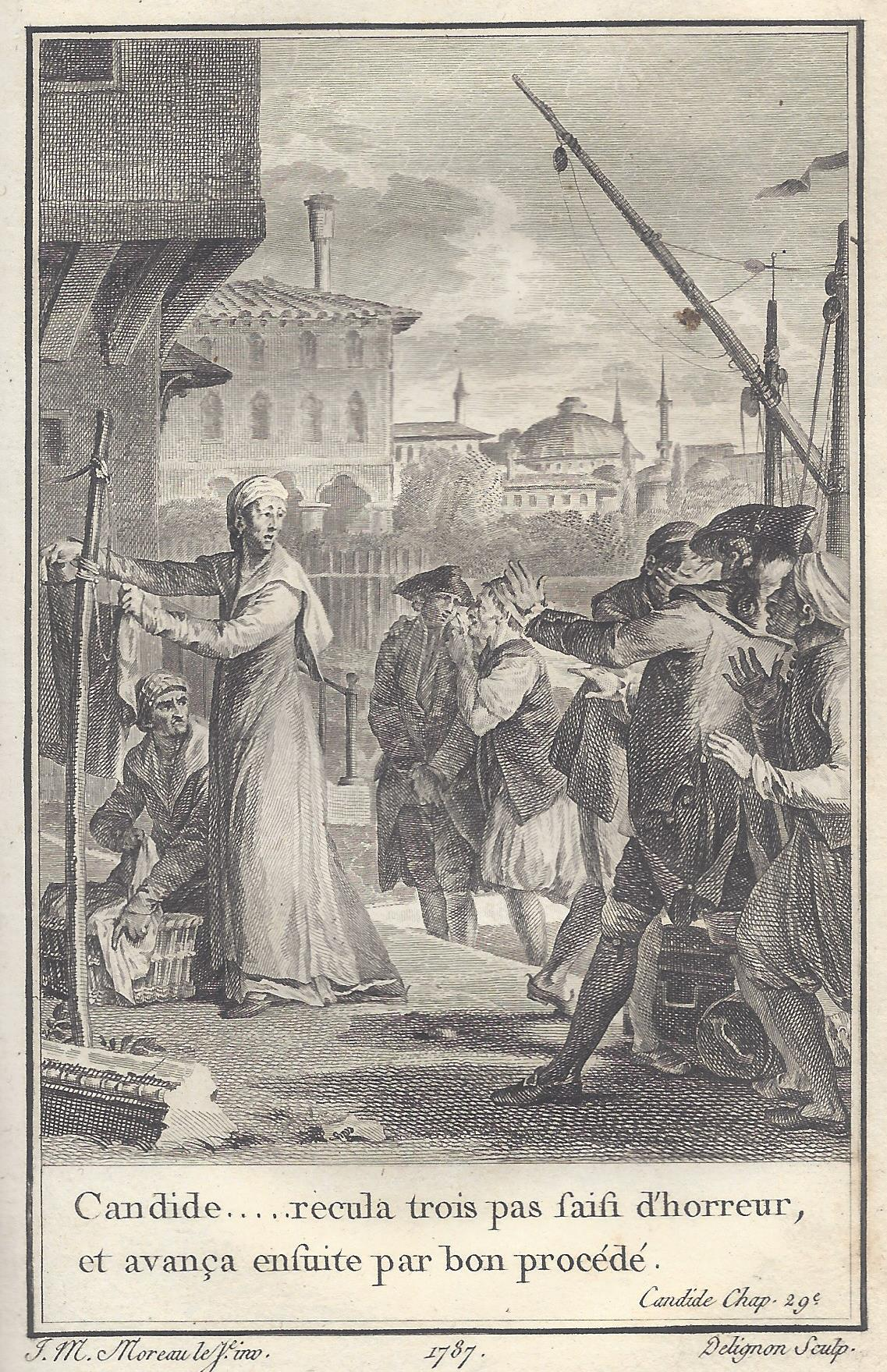
Candide, dessin de Moreau le Jeune, gravure de Delignon

Moreau le Jeune dessine les gravures de l'édition de Kehl, en se concentrant sur la fiction voltairienne : le corpus dramatique, le corpus narratif, ainsi que deux grands poèmes, La Henriade et La Pucelle d'Orléans.
Le Prospectus de 1781 ne prévoyait que trois portraits de Voltaire, exécutés d'après Largillière, La Tour et Houdon. Entre temps, Moreau, déjà connu pour ses illustrations de l'Encyclopédie, de Molière ou d'Ovide, décide de se consacrer à Voltaire, auteur qu'il admire, même s'il est par ailleurs dessinateur et graveur du Cabinet du roi. En 1775, il entreprend d'illustrer La Henriade, et présente au Salon de 1781 plusieurs dessins qui formeront la première livraison de ses 108 estampes accessibles par souscription.
Celle-ci est complémentaire mais séparée de celle des Œuvres complètes. Moreau agit de manière indépendante, dans le cadre d'une simple collaboration éditoriale avec Beaumarchais, qui lui apporte un soutien logistique et publicitaire. Un Prospectus dans le Courier de l'Europe du 29 octobre 1782 annonce la souscription « chez l'auteur », et un Avis du 11 juillet 1783 rappelle le caractère séparé de la responsabilité des deux publications.
La première livraison est effectuée en 1782, les suivantes au rythme d'une par an. Moreau choisit lui-même ses sujets sans qu'il semble y avoir eu de discussion littéraire ou esthétique avec l'équipe de Kehl.
Comme de nombreux illustrateurs, Moreau se consacre à la création et à la composition, et sous-traite le travail de gravure.

### Censure
Beaumarchais obtient en 1779 une permission tacite octroyée par Maurepas, ministre d'État de Louis XVI. Ce système, complémentaire de l'autorisation publique, consiste en une autorisation exceptionnelle d'impression ou de circulation en France. Il est soumis à des formalités administratives, la permission étant inscrite sur un registre tenu par la Chambre syndicale des libraires et le lieutenant de police.
Le 3 juin 1785, sous l'influence du clergé, un Arrêt du Conseil d'État du Roi, signé par le baron de Breteuil, interdit l'édition. La diffusion se poursuit cependant, l'Arrêt n'étant pas suivi d'effets concrets.
En 1786, la permission tacite semble remise en cause par l'intervention des fermiers généraux, qui cherchent à faire stopper la circulation de ces livres officiellement prohibés. Maurepas étant mort en 1781, Beaumarchais se rapproche de Malesherbes, pour faire lever cet obstacle.

### Concurrence et contrefaçons
La concurrence est vive dans le milieu sans lois de la librairie clandestine, et l'enjeu de l'édition est tel qu'elle suscite une vague de projets rivaux. Beaumarchais a « toute la canaille librairienne et contrefactrice pour aboyeurs et adversaires. »
Dans un premier temps, la Société Typographique de Neufchâtel négocie pendant des mois un contrat d'association, en proposant d'abord ses services d'imprimeur, pour une édition destinée au grand public. Elle utilise comme moyen de pression des lettres inédites de Voltaire, qu'elle dit avoir en sa possession, et joue l'agent de renseignement en informant Beaumarchais des projets de contrefaçon en cours. Les négociations n'aboutissent pas. La Société s'abouche ensuite avec Wagnière, l'ancien secrétaire de Voltaire, qui a tenté en vain de vendre à Beaumarchais des manuscrits de Voltaire qui auraient dû se trouver dans le lot global acheté par Panckoucke à Madame Denis.
Cramer à Genève, éditeur de Voltaire à la fin de sa vie, et Grasset à Lausanne, s'intéressent également au sujet, le premier en proposant un autre plan d'édition, le second en souhaitant réaliser l'édition commune. Beaumarchais refuse leurs propositions.
Charles Palissot, adversaire des philosophes des Lumières, se propose de réaliser une édition des Œuvres de Voltaire, à prix modéré, en les amputant de ce qu'elles ont de plus brûlant sur le plan politique, moral et religieux, et en les accompagnant de Commentaires. Il fait paraître un Prospectus au printemps 1781, puis propose à Beaumarchais de lui acheter l'abandon de son entreprise. Devant son refus, il renonce de lui-même à son projet, qu'il ressuscite en 1789, puis en 1792, sans plus de succès.
Le libraire rouennais Richard-Gontran Lallemant, qui projette lui aussi une édition expurgée « de tout ce qui paraît étranger aux principes de l'éducation la plus sévère », obtient d'abord un Privilège du Garde des Sceaux, mais une intervention de Beaumarchais auprès de Miromesnil le fait annuler.
La seule contrefaçon réussie de l'édition in-8 est réalisée chez Tourneisen à Bâle de 1781 à 1790, au fur et à mesure de l'impression des volumes à Kehl. À partir d'épreuves sorties frauduleusement de l'imprimerie de Kehl par un employé indélicat, une réimpression est faite page par page, à l'exception des volumes de Correspondance, qui sont au nombre de six et non de cinq, car ils intègrent une soixantaine de lettres nouvelles. Cette édition contrefaite comporte ainsi 71 volumes et son prix est de 150 livres,.
Une contrefaçon de l'édition in-12o est éditée à Deux-Ponts, et porte selon les pages de faux-titre quatre adresses différentes : Bâle, Deux-Ponts, Hambourg et Lyon ; son prix est de moins de 100 livres.

### Réception

#### Points de vue éditoriaux
Pour Charles Palissot — contemporain de Voltaire, devenu ennemi des philosophes des Lumières —, le zèle de Beaumarchais fut contrebalancé par l'éloignement et un mauvais choix des personnes devant veiller à son édition, ce qui fait qu'« elle ne répondit pas à l'attente que le public en avait conçue. » Palissot regrette que les poèmes n'aient pas été publiés selon un ordre chronologique, « défaut qui dérobe au lecteur les progrès du génie », et surtout, « abus plus incroyable, la disparition ou la décomposition d'ouvrages entiers », dont les Questions sur l'Encyclopédie, mélangées avec le Dictionnaire philosophique, ainsi que les Lettres philosophiques. Ainsi, pour lui, « cette édition ne présente qu'une masse indigeste de volumes, assemblés sans choix, et dans lesquels il se trouve beaucoup de pièces qui devraient d'autant moins y être admises que Voltaire les avait constamment rejetées de toutes ses éditions. ».
À ces reproches, Quérard oppose deux objections : la première est que l'édition de Kehl a permis de sortir d'« d'un labyrinthe inextricable d'éditions formant des collections indigestes dont il est impossible de coordonner les parties. » Il fait également remarquer, pour les Lettres philosophiques, qu'elles avaient été condamnées par un arrêt du Parlement de Paris, et que les reproduire sous la même forme aurait sans doute conduit à une nouvelle interdiction. Les déguiser ou les disséminer n'était que prendre le même parti que Voltaire qui ne les avait jamais rééditées sous leur première forme.
La critique contemporaine est partagée. Le plus virulent, oubliant que Voltaire avait approuvé le plan de l'édition, est Jeroom Vercruysse : « L’édition de Kehl se signale par l’improvisation, l’amateurisme, l’à-peu-près pour ne pas dire la falsification constante, l’escroquerie intellectuelle. En imprimant et en éditant d'une façon aussi naïve et improvisée les écrits d'un grand homme à qui on prétendait rendre hommage, non sans l'espoir de substantiels bénéfices financiers, Beaumarchais et ses collaborateurs se sont lancés tête baissée dans une aventure promise de toute façon à l'échec, abusant le public en jouant une ou plusieurs mesures pour rien, attitude dont Voltaire lui-même eût été profondément meurtri et humilié. ».
Linda Gil fait remarquer en réponse que le projet avait été validé par l'auteur, et que « si l'on a pu reprocher ensuite aux éditeurs de Kehl d'avoir transformé, manipulé, mutilé des œuvres de Voltaire, il faut se souvenir que lui-même pratiquait parfois de telles opérations. ».
Bessire, lui, objecte que tant Palissot que Verceuysse « méconnaissent la radicale nouveauté de l'entreprise de Beaumarchais, le premier en lui opposant une pratique classique d'épuration au nom de critères idéologiques et esthétiques, le second en oubliant qu'une telle opération, sans précédent par son ampleur et par son souci d'exhaustivité, ne peut être jugée à l'aune des exigences de l'édition critique moderne ».
Pour Goulemot et Magnan, l'édition de Kehl, « élaguée par Condorcet », n'est ni vraiment complète, ni abstraitement idéale, mais est un compromis des normes de l'époque, manifestant sans honte et sans orgueil les conditions historiques de son élaboration.

#### Postérité de l'édition

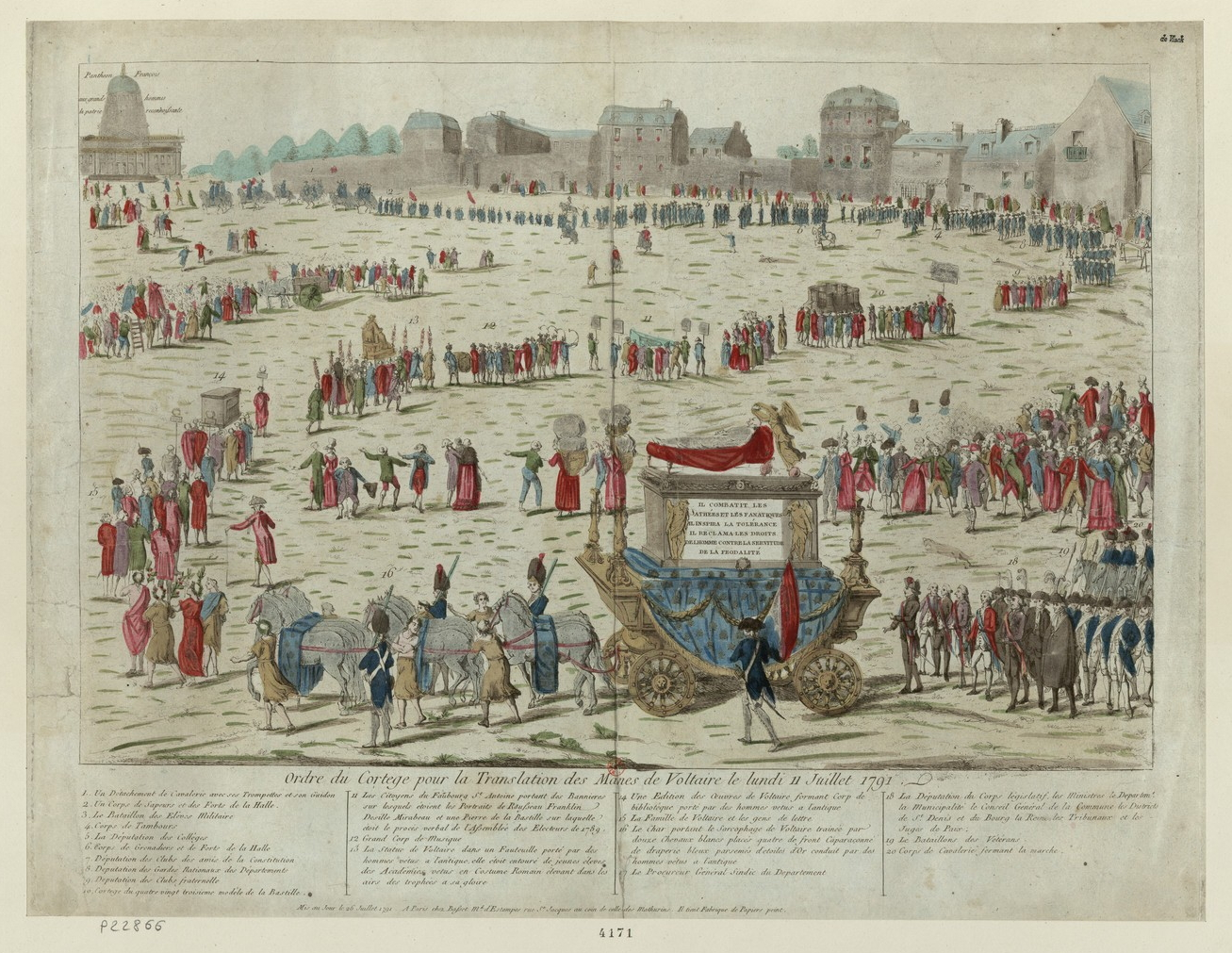
Ordre du Cortège pour la Translation des Mânes de Voltaire le lundi 11 juillet 1791. (no 14 : une édition des Œuvres de Voltaire, formant corps de bibliothèque, portée par des hommes vêtus à l'antique)

Le 11 juillet 1791, l'édition de Kehl est placée en tête du cortège lors de la translation des cendres de Voltaire au Panthéon
Pierre-Nicolas Chantreau établit en 1801 une Table analytique de l'édition in-8o.
Quarante ans après la parution du dernier volume de l'édition de Kehl, Adrien-Jean-Quentin Beuchot publie sa propre édition des Œuvres complètes de Voltaire. Son travail consiste principalement à compléter celui de ses prédécesseurs par l'ajout de textes et surtout de lettres retrouvées entre temps — en grande partie transmises par Decroix —, et à réorganiser l'ensemble. La Vie de Voltaire est déplacée en tête de la collection, la Correspondance est fusionnée en une seule série chronologique. Les ensembles Mélanges historiques, Politique et législation, Philosophie, Physique sont regroupés et présentés en ordre chronologique, « pour faire suivre au lecteur la marche de l'esprit de Voltaire. »
Beuchot reconnaît sa dette en tête de son premier tome : « Les fautes inséparables de l'humaine nature qui ont échappé aux éditeurs de Kehl, quelque graves qu'on les trouve ou qu'on les fasse, sont peu de chose dans un si vaste travail et ne doivent pas diminuer la reconnaissance de la postérité. » Il conserve les Avertissements, qu'il fait précéder de ses Préfaces du nouvel éditeur, ainsi que de nombreuses notes, qu'il identifie par un K.
L'édition suivante, celle de Louis Moland, qui a fait longtemps autorité, est une reprise augmentée de celle de Beuchot.
Ainsi, l'Édition de Kehl est restée la référence indirecte pendant presque deux siècles, jusqu'à la mise en chantier par la Voltaire Foundation de l'édition d'Oxford en 205 volumes, commencée en 1968 et achevée en 2022.

## Autres productions
Indépendamment des Œuvres complètes de Voltaire, la Société Littéraire Typographique a imprimé d'autres ouvrages, parmi :
- La Bruyère, Les Caractères de Théophraste et de La Bruyère (in-8), 1783[301].
- Collection des œuvres de J.-J. Rousseau, 1783-1789, (35 volumes in-12)[302].
- Marie-Gabriel-Florent-Auguste de Choiseul-Gouffier, Discours préliminaire du Voyage pittoresque de la Grèce, 1783, (in-16)[303].
- Christoph Martin Wieland, Musarion, ou La Philosophie des Grâces, poème en trois chants, 1784, (in-8)[304].
- Paul-Philippe Gudin de La Brenellerie, Supplément à la Manière d'écrire l'histoire, ou réponse à l'ouvrage de M. l'abbé de Mably, par M. G** de L. B***, 1784, (in-12)[305].
- Pierre-Augustin Caron de Beaumarchais, La Folle journée, ou le Mariage de Figaro, comédie en cinq actes en prose, 1785, (in-8)[306]. (lire en ligne)
- Précis pour Jacques-Gilbert de La Hogue, capitaine de dragons à la suite des colonies françaises sous le Vent de l'Amérique,... contre M. Le Tellier, ci-devant directeur de l'établissement littéraire-typographique de Kehl, 1786, (in-4)[307][t]

En 1785, le stock parisien tenu par Ruault comprend, outre les premières livraison de Voltaire : 96 exemplaires des Mémoires de Beaumarchais, 100 du Barbier de Séville, 50 d'Eugénie, 25 des Mânes de Louis XV de Gudin de la Brunellerie, 7797 de la première édition in-8 sur papier ordinaire du Mariage de Figaro, 1506 d'une édition sur meilleur papier avec gravures, et 192 sur papier anglais, ainsi que 115 Géorgiques en édition bilingue français-latin, 87 Virgile, 69 La Bruyère et 43 Rousseau.
En mai 1787, le même Ruault estime que la vente des Œuvres de J.J. Rousseau peut encore rapporter 30 000 livres.

### Ouvrages
- Linda Gil, L'Édition Kehl de Voltaire, une aventure éditoriale et littéraire au tournant des Lumières, Paris, Honoré Champion, 2018 (ISBN 9782745348647, DOI 10.14375/NP.9782745348654, lire en ligne). [310]
- Suzanne Tucoo-Chala, Charles-Joseph Panckoucke et la librairie française, Pau, Paris, Marrimouey Jeune, Librairie Jean Touzot, 1977 (ISBN 2-85302-001-0), p. 282-290.

### Articles
- (en) Barber, « The financial history of the Kehl Voltaire », dans The Age of enlightment, studies presented to T. Besterman, Edimburg & London, 1967, p. 152-170.
- François Bessire, « Beaumarchais éditeur de Voltaire », Revue d'Histoire Littéraire de la France, no 4,‎ 2000 (lire en ligne ).
- Andrew Brown et André Magnan, « Aux origines de l’édition de Kehl. Le Plan Decroix-Panckoucke de 1777 », Cahiers Voltaire, no 4,‎ 2004 (ISBN 2-84559-033-4)
- Linda Gil, « Le Grand Voltaire de Kehl à la conquête de sa légitimité », Krypton, vol. 2,‎ 2013 (lire en ligne)
- Linda Gil, « Les illustrations des Contes et satires de Voltaire par Moreau le Jeune, pour la première édition des Œuvres complètes de Voltaire (1784-1789) », Fééries, no 11,‎ 2014 (lire en ligne).
- Linda Gil, « Condorcet éditeur de Voltaire dans la Révolution : le volume 70 des Œuvres complètes de Voltaire, Kehl 1789 », Revue d'Histoire Littéraire de la France, vol. 116,‎ 2016 (lire en ligne ).
- André Magnan, « L’édition de Kehl au quotidien », Recherches sur Diderot et sur l'Encyclopédie, vol. 45,‎ 2010 (lire en ligne).
- Jacqueline Marchand, « Un voltairien passionné : Jacques Joseph Marie Decroix (1746-1826) », Revue d'Histoire Littéraire de la France, no 2,‎ 1977 (lire en ligne ).
- Christophe Paillard, « « Cette frayeur du médiocre empoisonne ma vie ». Beaumarchais, Le Tellier et les laborieuses prémices du « Voltaire de Kehl » en 1780 », La Gazette des Délices, no 20,‎ 2008 (lire en ligne) suivi de « Lettres de Beaumarchais à Le Tellier », La Gazette des Délices,‎ 2008 (lire en ligne).
- Jeroom Vercruysse, « Les supercheries de l’édition de Kehl, une lettre de Voltaire à Panckoucke dépecée et retrouvée (27 juillet 1768) », dans Thèmes et figures du Siècle des lumières: mélanges offerts à Roland Mortier, Genève, Droz, 1980 (lire en ligne)